# Liste Münchner Straßennamen/A

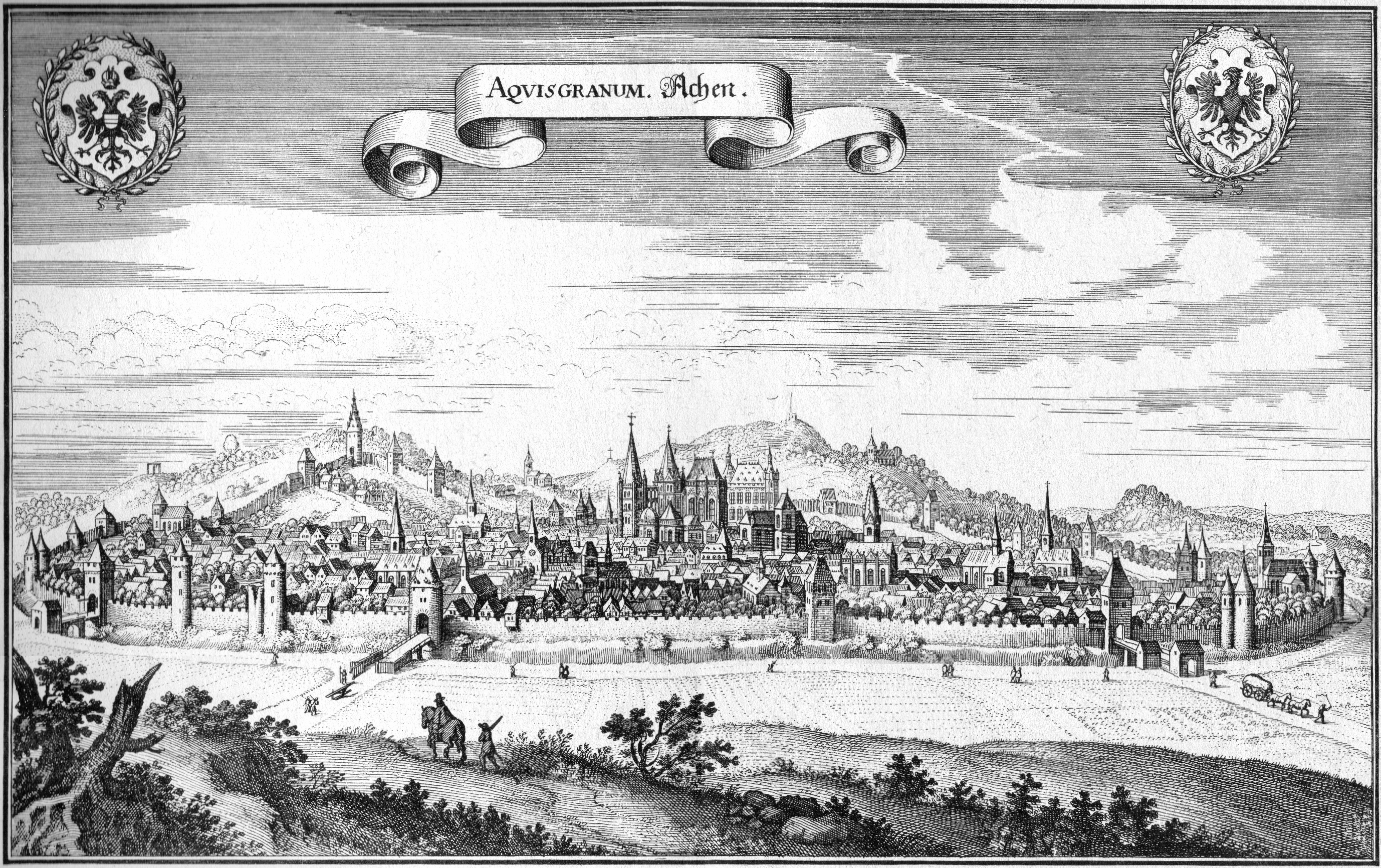
Aachen um 1647 von Matthäus Merian

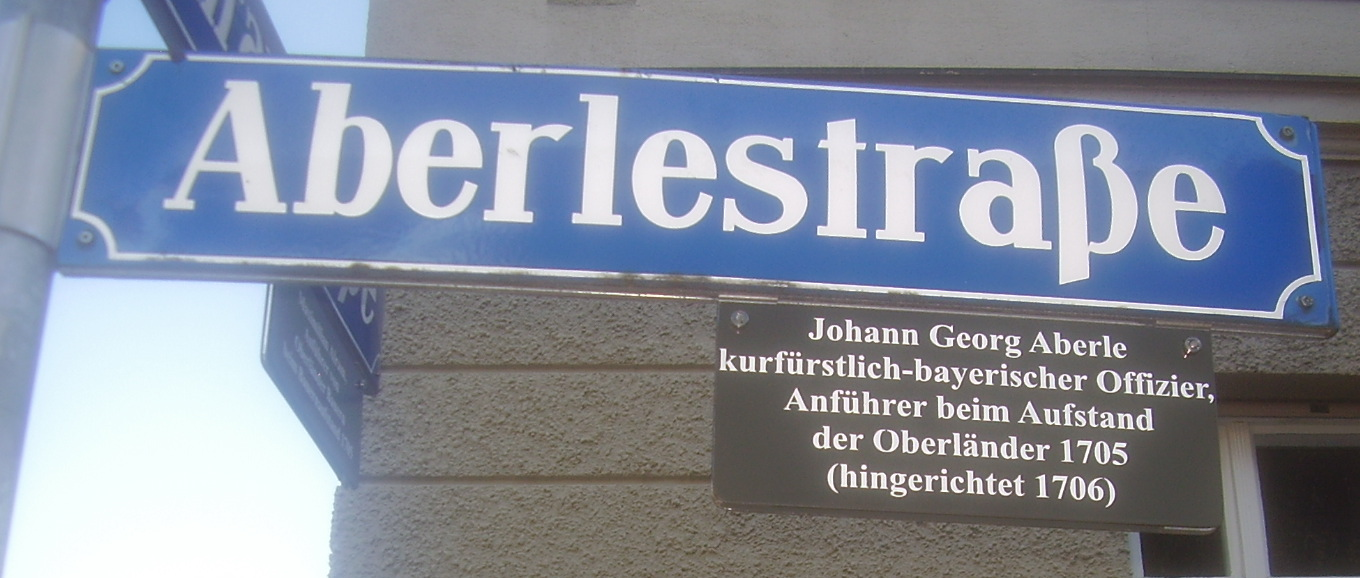
Straßenschild der Aberlestraße mit erläuternder Zusatztafel

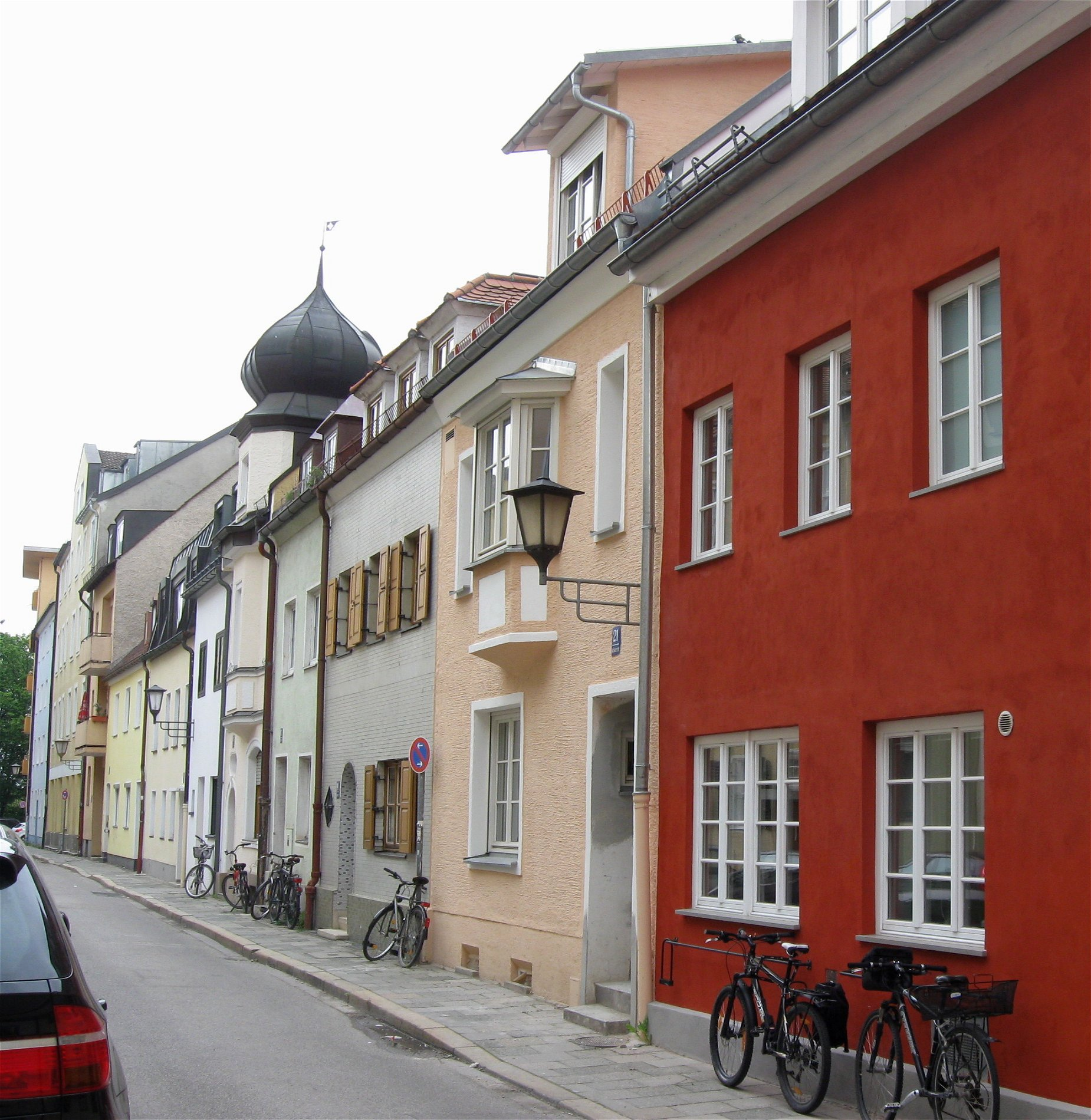
Ackerstraße

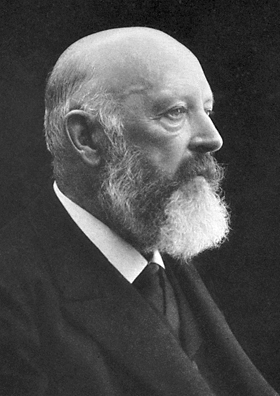
Adolf von Baeyer

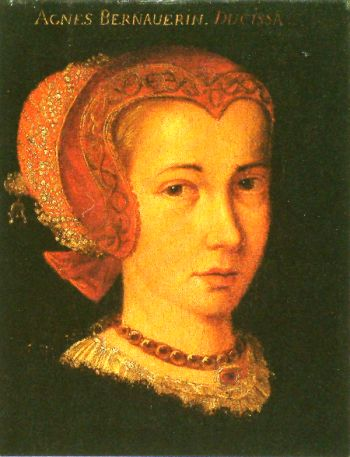
Agnes Bernauer

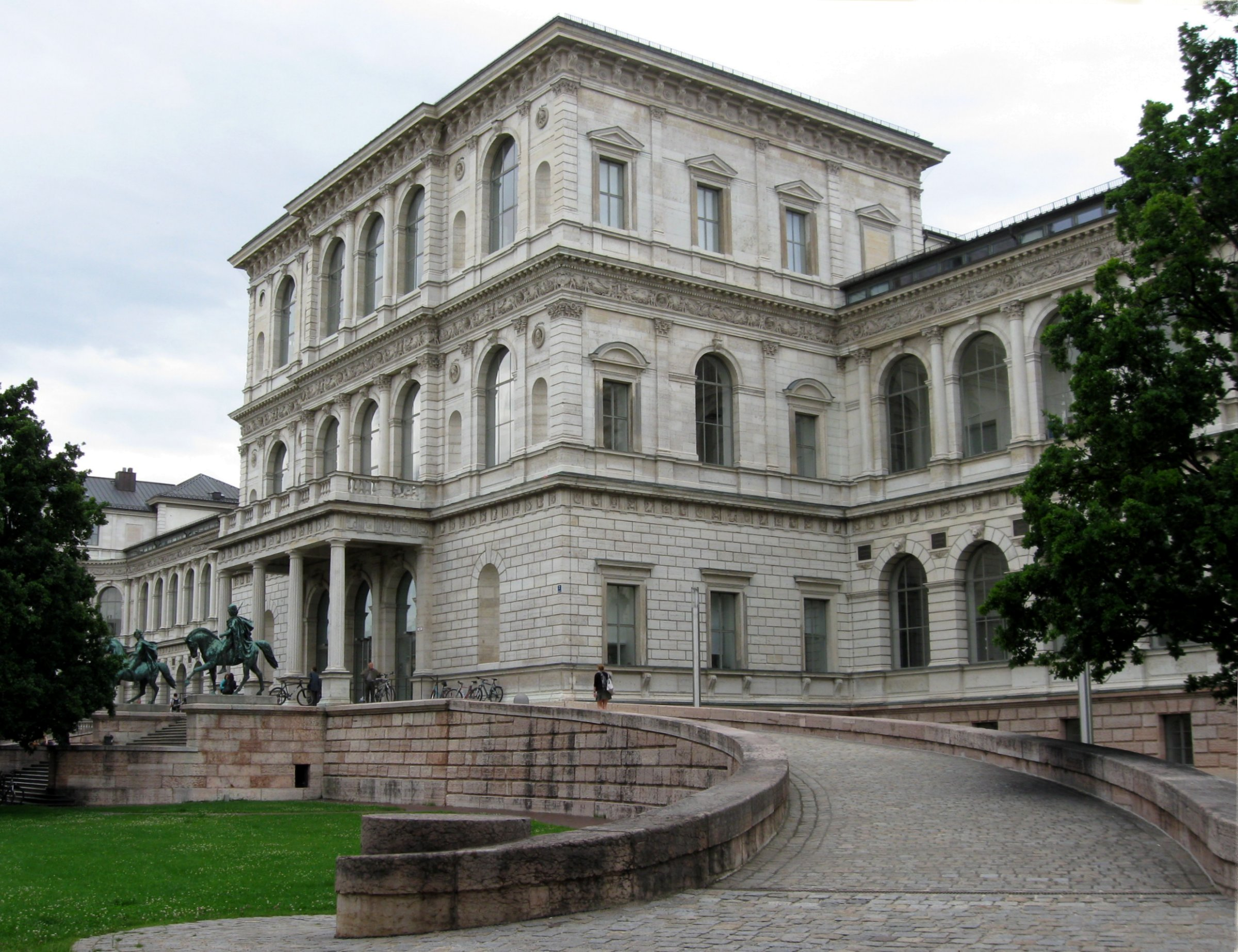
Akademie der Bildenden Künste

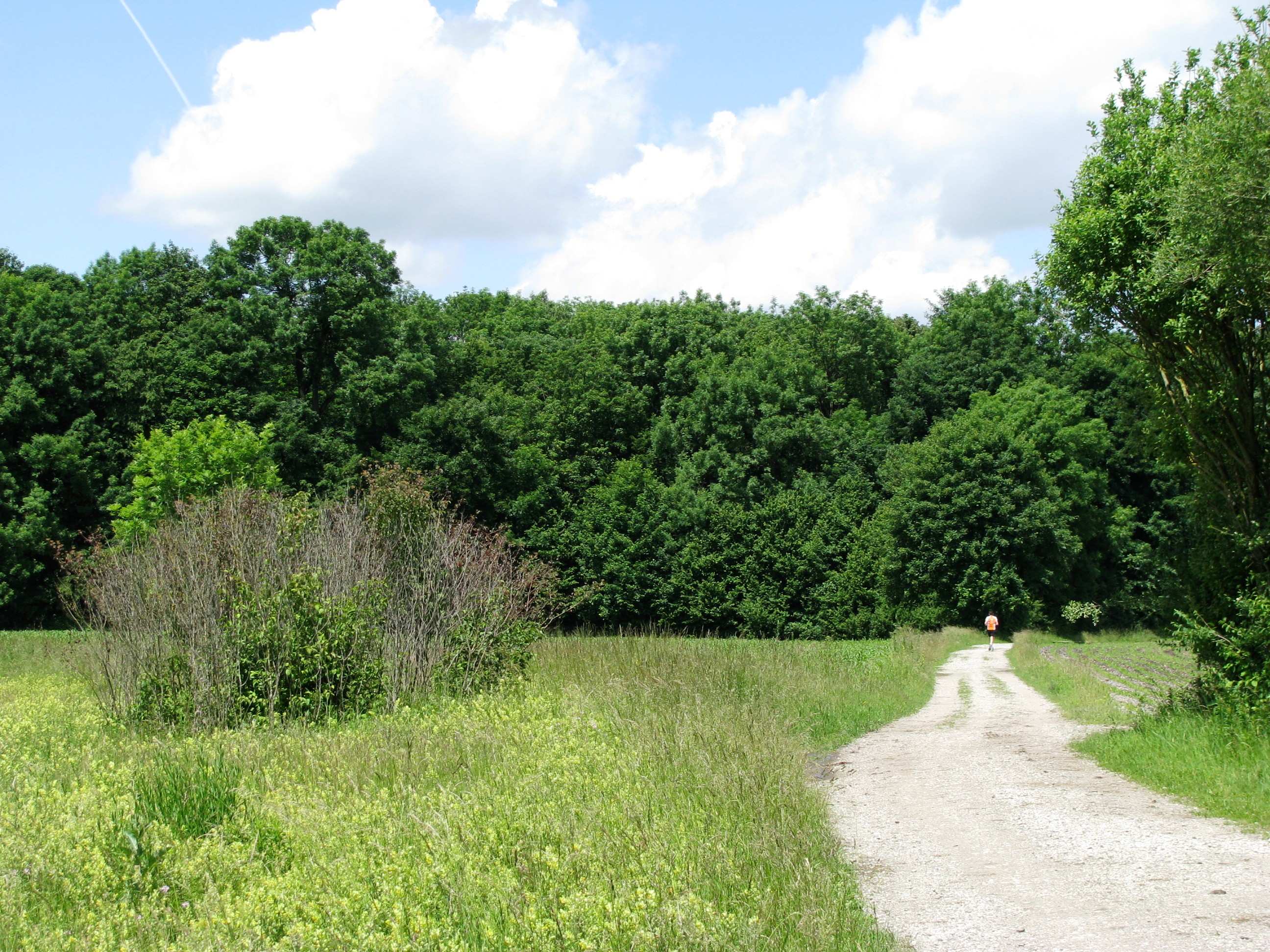
Jogger auf dem Allacher Forstweg

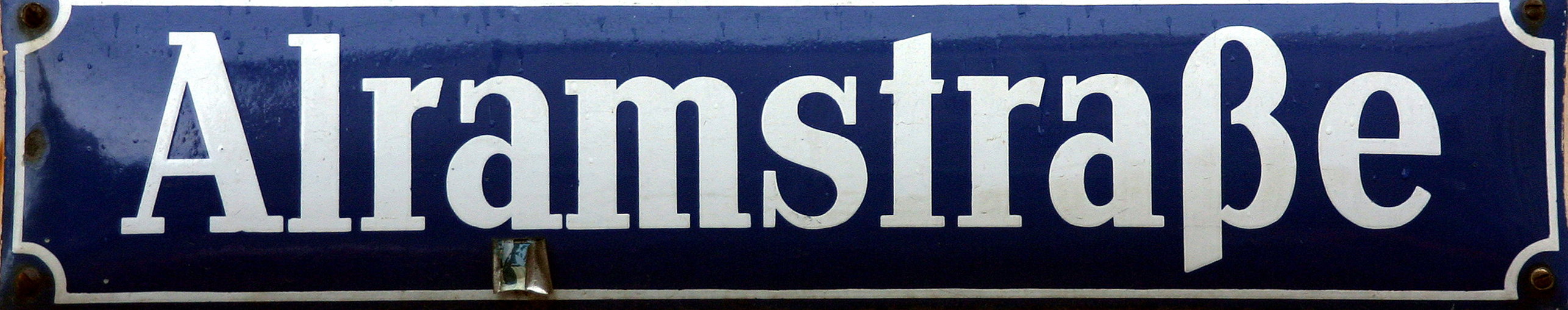
Alramstraße

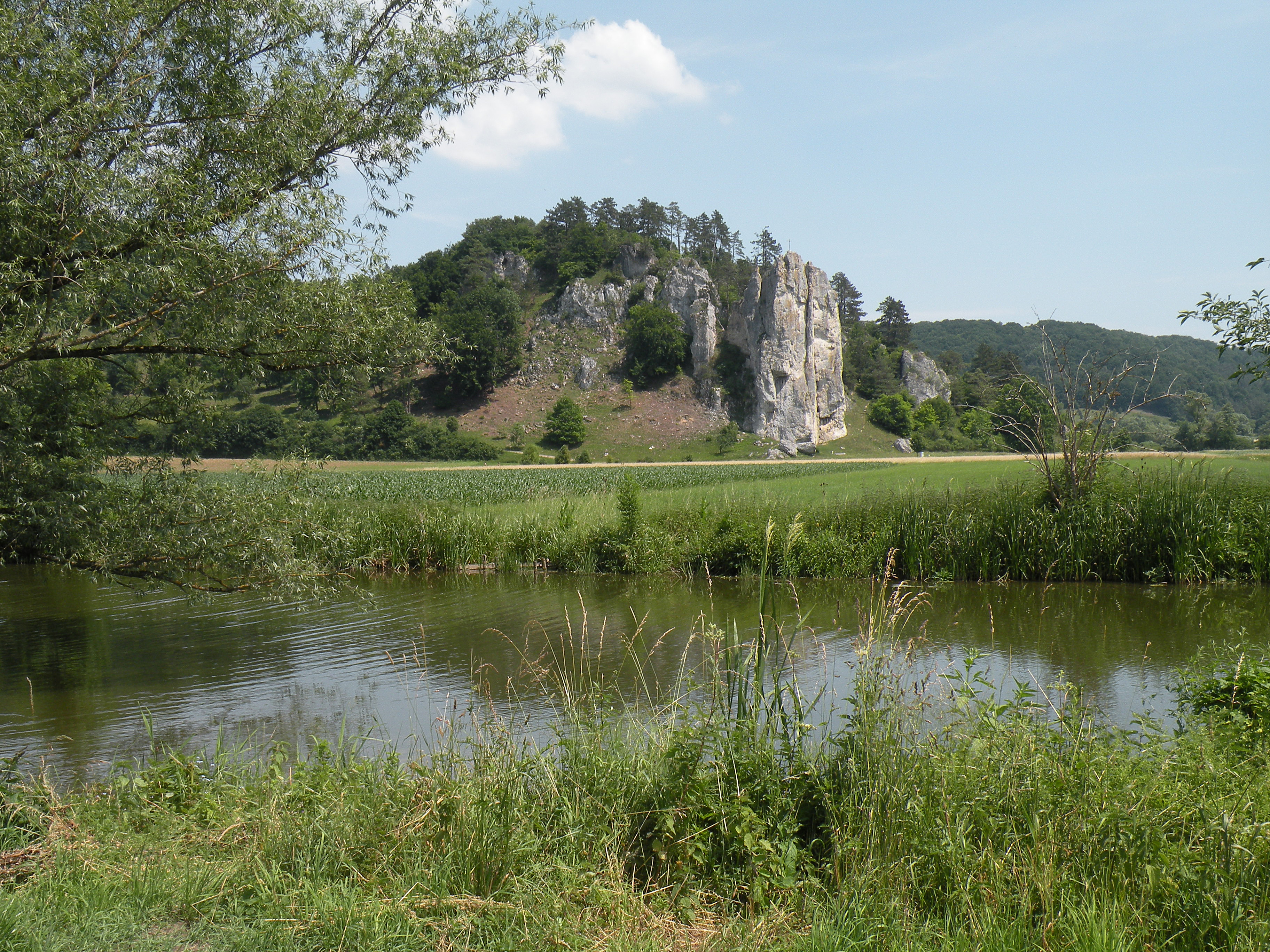
Altmühl

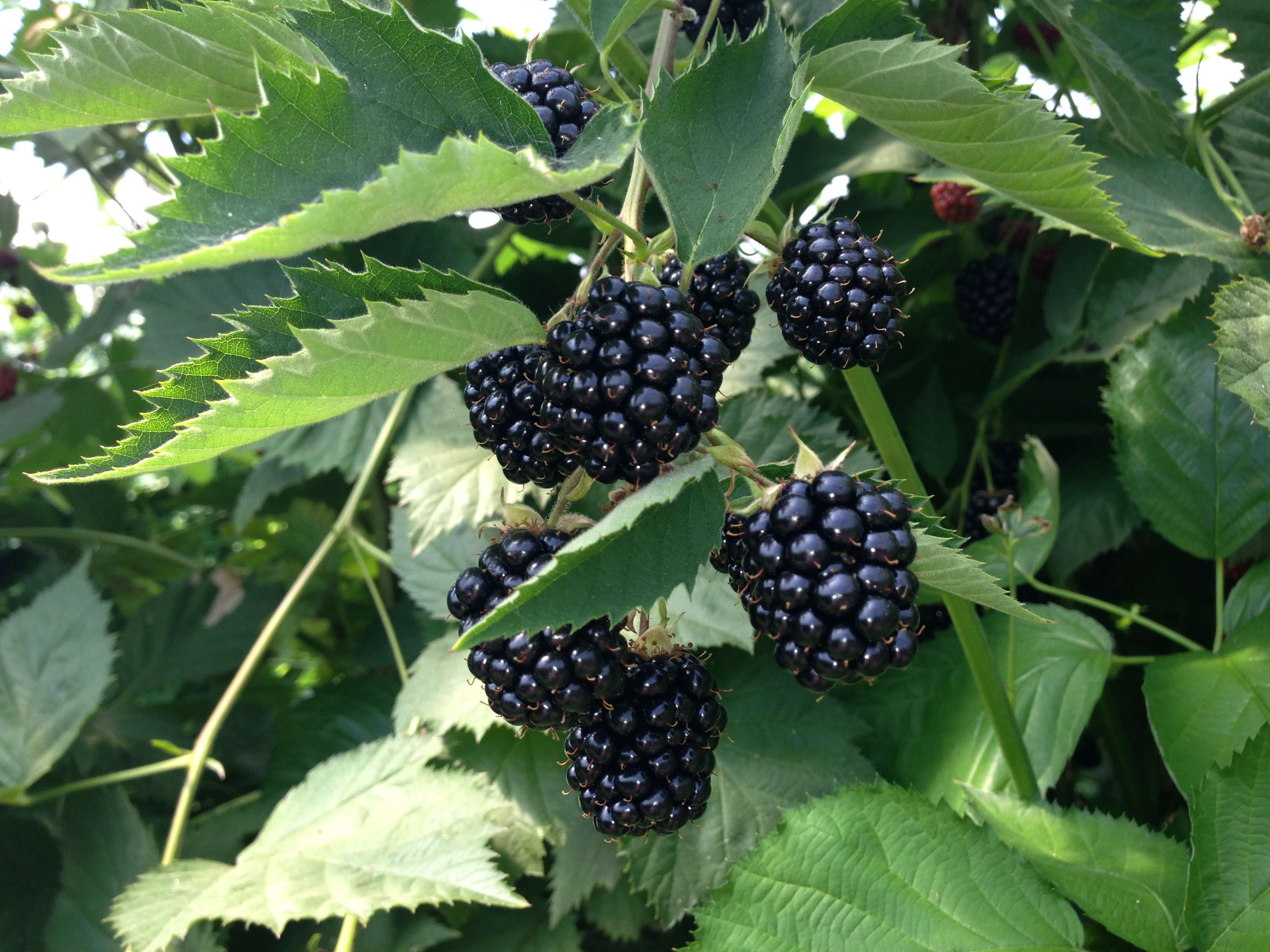
Brombeeren

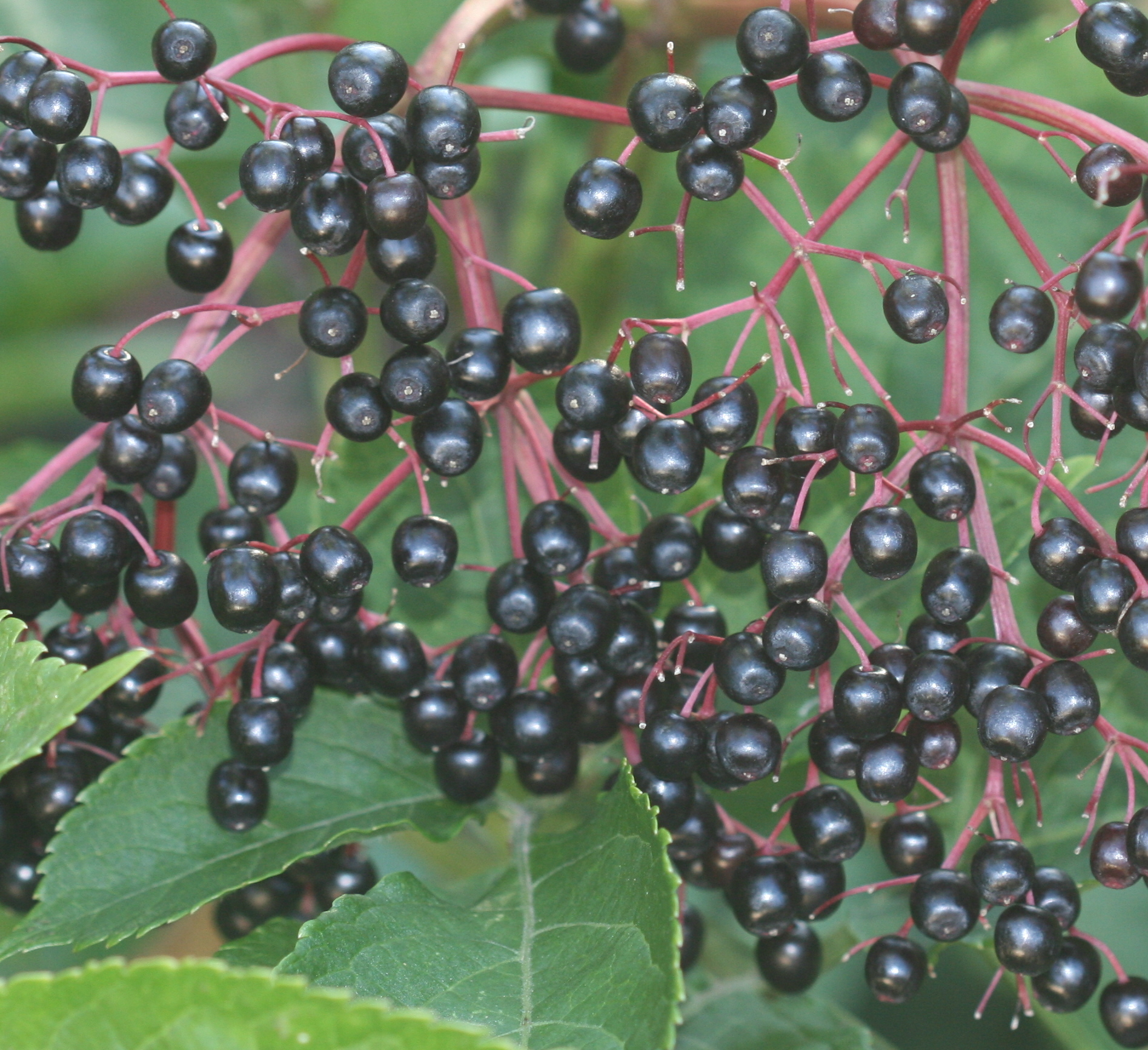
Schwarzer Holunder

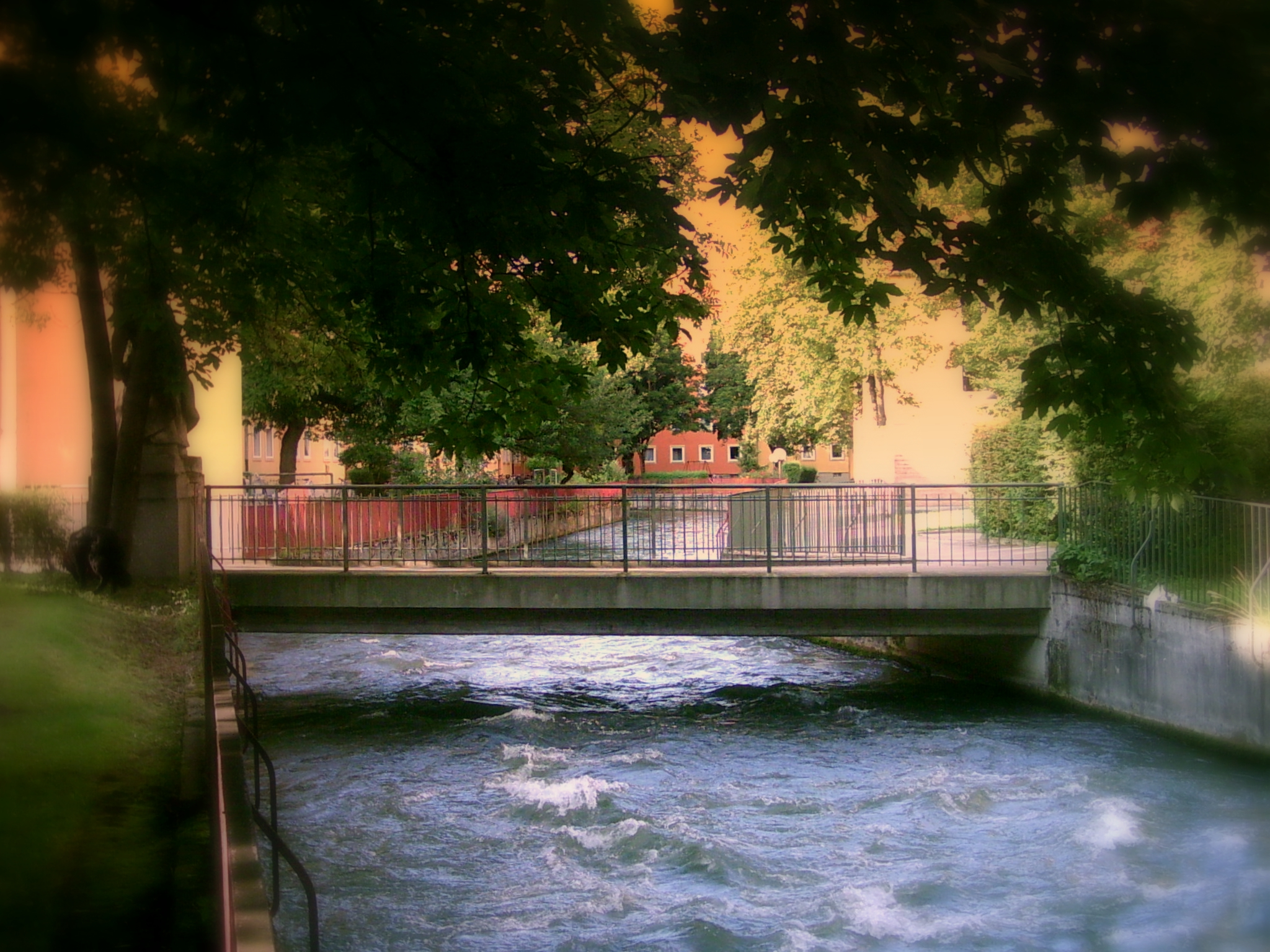
Auer Mühlbach

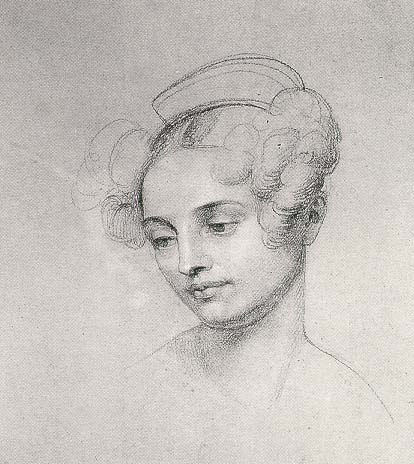
Amalie Auguste von Bayern

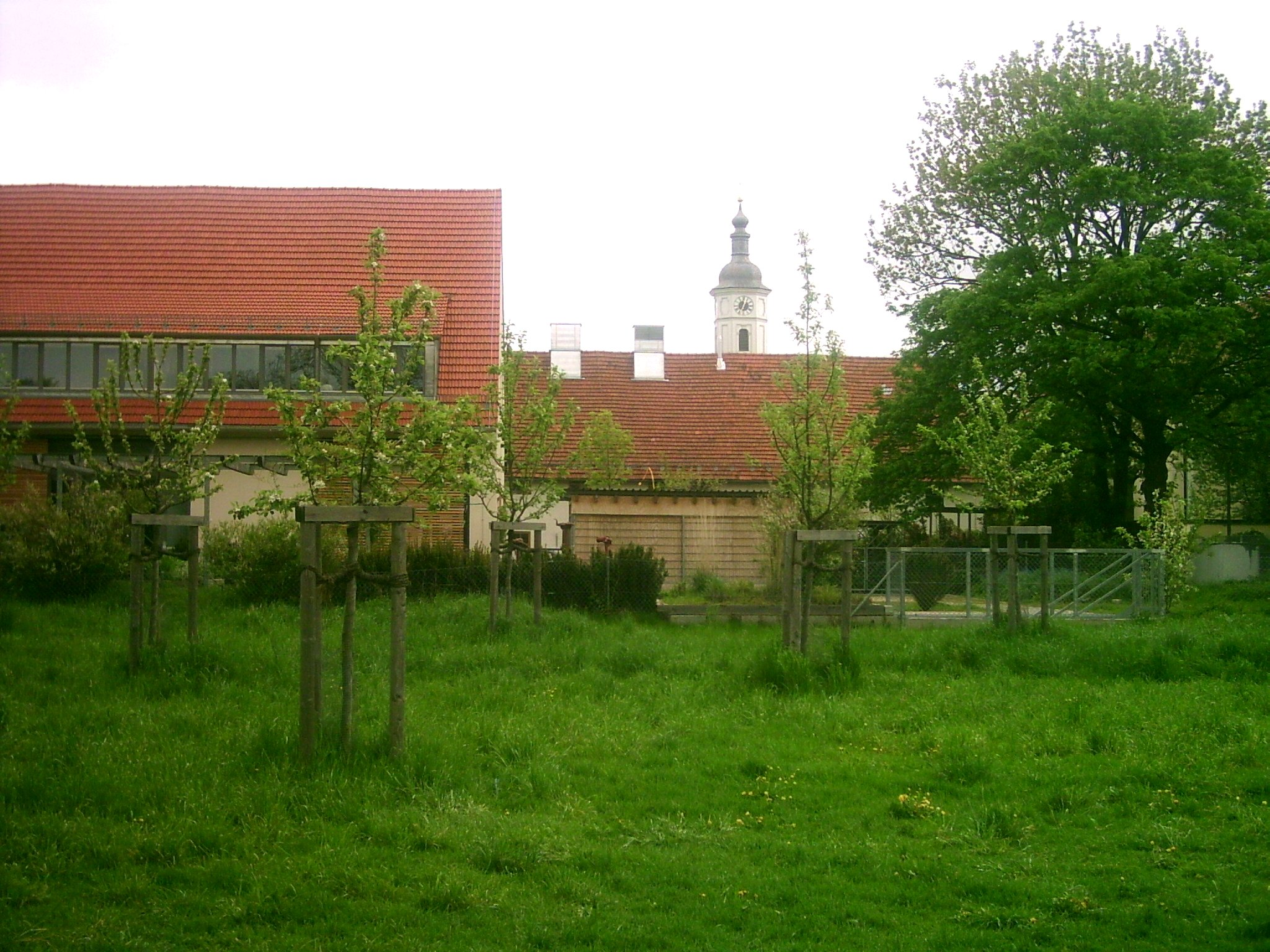
An der Stemmerwiese

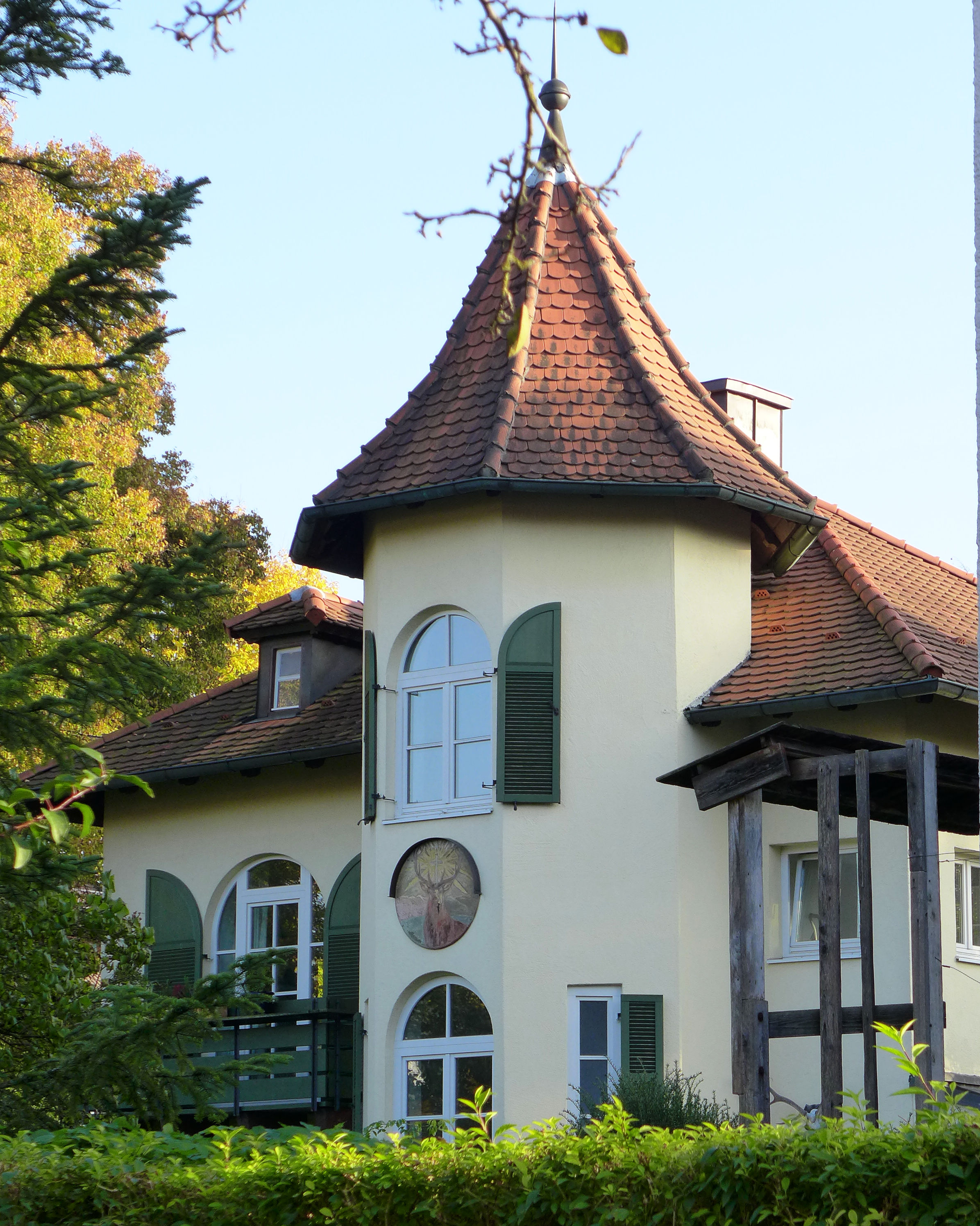
Apfelallee 15

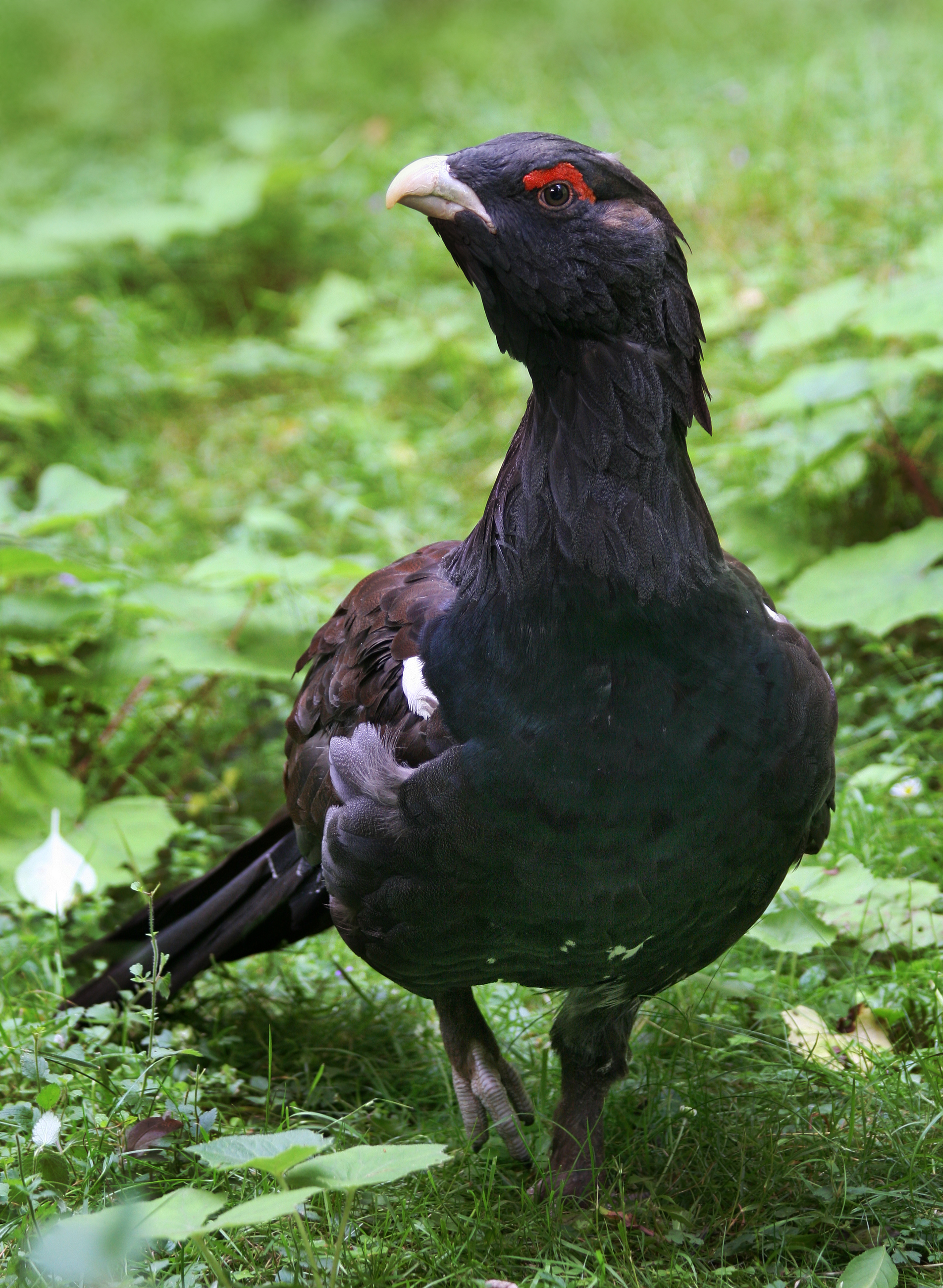
Auerhahn

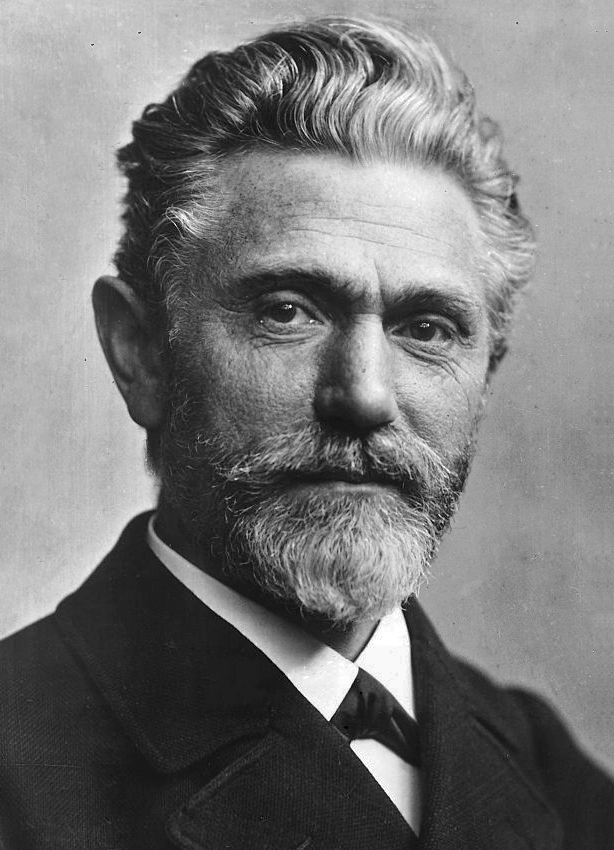
August Bebel

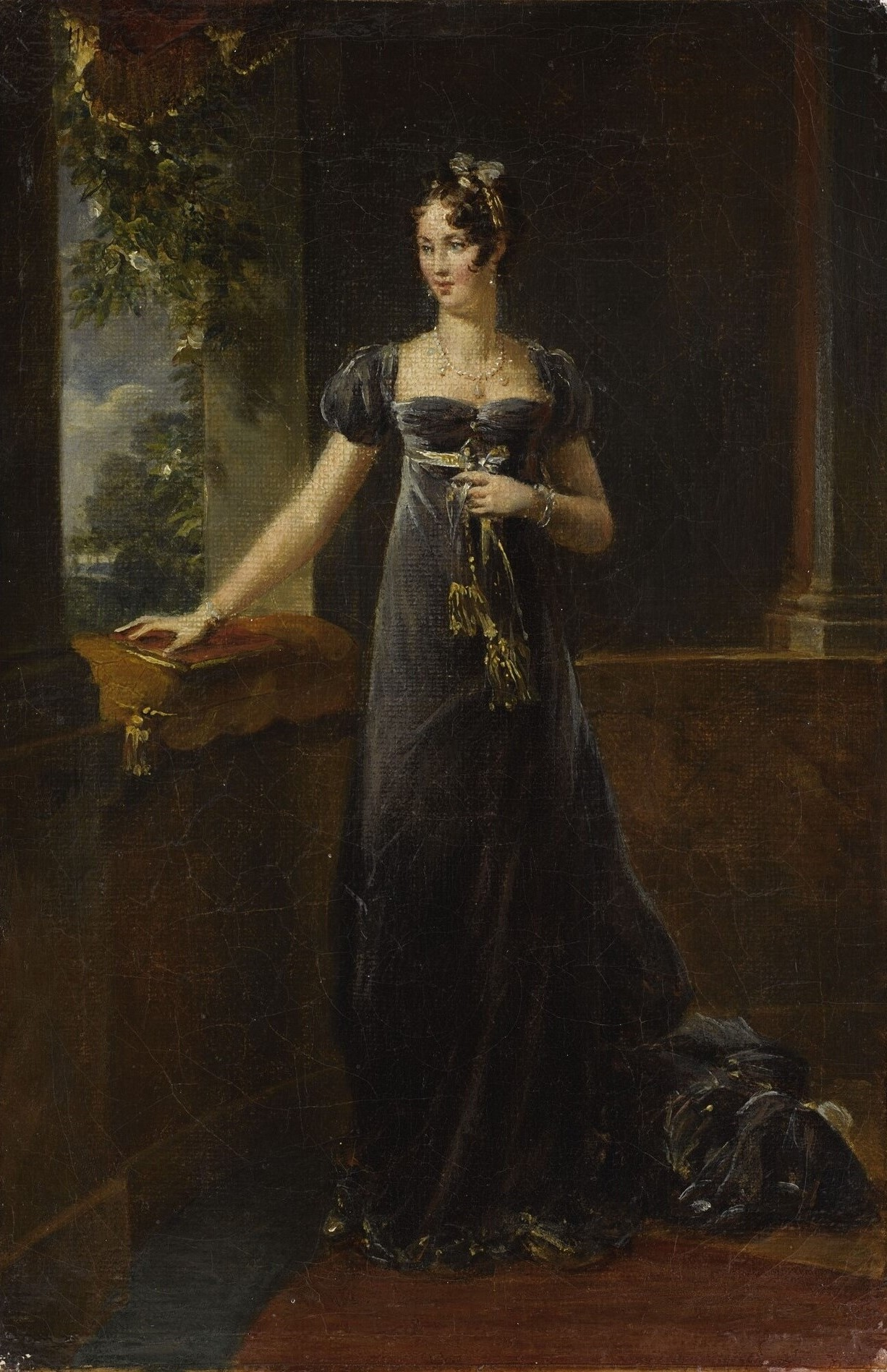
Auguste von Bayern

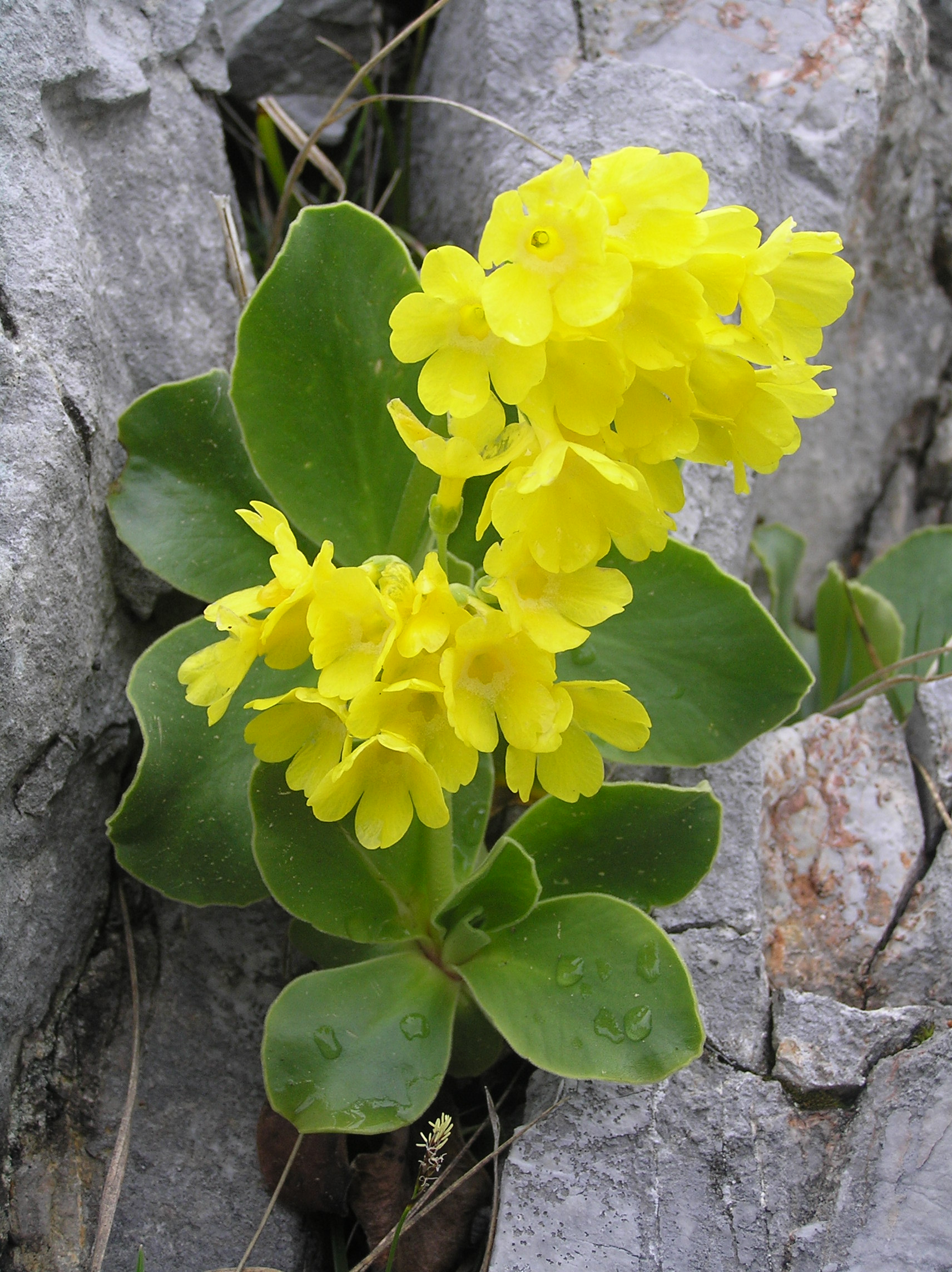
Aurikel

Die Liste Münchner Straßennamen listet Namen von Straßen und Plätzen der bayerischen Landeshauptstadt München auf und führt dabei auch die Bedeutungen und Umstände der Namensgebung an. Aktuell gültige Straßenbezeichnungen sind in Fettschrift angegeben, nach Umbenennung oder Überbauung nicht mehr gültige Bezeichnungen in Kursivschrift.
Aufgrund der großen Anzahl Münchner Straßennamen ist die Liste in alphabetisch sortierte Unterlisten aufgeteilt.
Aachener Straße, Schwabing
(1906) Aachen, Stadt in Nordrhein-Westfalen, ab 813 bis ins 16. Jahrhundert Krönungsstadt der deutschen Könige
Aachenstraße, Haidhausen
(1904) verlief in nordöstliche Richtung von der Nigerstraße am Prinzregententheater gegen den Prinzregentenplatz
Aaröstraße, Bogenhausen
(1937) Årø, eine dänische Insel im Kleinen Belt
Abacostraße, Herzogpark
(1934) Evaristo Dall’Abaco (1675–1742), italienischer Komponist, von 1715 bis 1740 Kammerkonzertmeister der bayerischen Kurfürsten
Abbachstraße, Moosach
(1913) Bad Abbach, Marktgemeinde im niederbayerischen Landkreis Kelheim
Abbestraße, Allach
(1955) Ernst Abbe (1840–1905), Physiker, Mitglied der Bayerischen Akademie der Wissenschaften
Abensbergplatz,
(1936)
Abensbergstraße, Moosach
(1913) Abensberg, niederbayerische Stadt im Landkreis Kelheim
Abenthumstraße, Ramersdorf
(1908) Jakob Abenthum (1842–1903), Förderer und Stifter sozialer Einrichtungen in München
Aberlestraße, Sendling
(1887) Johann Georg Aberle, einer der Anführer der Bayerischen Volkserhebung gegen die österreichischen Besatzer, 1706 auf dem Marienplatz hingerichtet
Abrecher, Lehel (auch Am Abrecher)
(1835–1876) jetzt Praterinsel
Abtstraße, Milbertshofen
(1923) Franz Abt (1819–1885), Komponist
Achatstraße, Ludwigsfeld
(1952) Achat, Halbedelstein
Achenseeplatz, Trudering
(1921) Achensee größter See in Tirol, speist mit Teilen seines Wassers die Isar
Achentalstraße, Berg am Laim
(1929) Achental, die Region um den vorgenannten Achensee
Achleitnerstraße, Harlaching
(1900) Martin Achleitner (1823–1882), Münchner Wasserbaumeister, Schleusenwärter und Erbauer der Marienklause
Achwaldstraße, Allach
(1958) ursprüngliche Bezeichnung Allachs als Ahaloh (Ache = Bach; Lohe = Wald)
Ackerlweg, Freimann
(1950) nach einem auf die Äcker führenden Weg
Ackermannstraße, Grenze zwischen Schwabing-West und Neuhausen / Milbertshofen
(1960) Josef Ackermann (1896–1959), Journalist, während der Zeit des Nationalsozialismus in mehreren Konzentrationslagern inhaftiert
Ackerstraße, Au
(1861) benannt nach den Äckern, zu denen sie führte
Adalbert-Stifter-Straße, Bogenhausen
(1914) Adalbert Stifter (1805–1868), österreichischer Schriftsteller, Maler und Pädagoge
Adalbertstraße, Maxvorstadt
(1829) Prinz Adalbert Wilhelm von Bayern (1828–1875), der vierte Sohn von Ludwig I. von Bayern
Adaloweg, Feldmoching
(1956) Adalo, ein Edler aus Feldmoching, der in der Chronik des Adelsgeschlechts Preysing genannt wird
Adam-Berg-Straße, Ramersdorf
(1931) Adam Berg (1540–1610), Drucker und Verleger, Hofdrucker der bayerischen Herzöge Albrecht V. und Wilhelm V.
Adam-Erminger-Platz, Schwabing
(1986) Adam Erminger (1698–1776), ab 1735 erster Schulmeister von Schwabing
Adam-Kraft-Straße, Westend
(1918–1936)
Adam-Riese-Straße, Waldperlach
(vor 1930) Adam Ries (1492–1559), Rechenmeister aus Bad Staffelstein, gilt als Vater des modernen Rechnens
Adams-Lehmann-Straße, Schwabing-West
(2004) Hope Bridges Adams Lehmann (1855–1916), die erste Münchner praktische Ärztin und Gynäkologin
Adamstraße, Neuhausen
(1889) Albrecht Adam (1786–1862), deutscher Tier- und Schlachtenmaler, ab 1807 in München tätig
Adele-Hartmann-Straße, Großhadern
(2002) Adele Hartmann (1881–1937), Ärztin, 1918 erste Frau mit Habilitation im Deutschen Reich
Adelgundenstraße, Lehel
(1845) Adelgunde Auguste von Bayern (1823–1914), zweite Tochter König Ludwigs I.

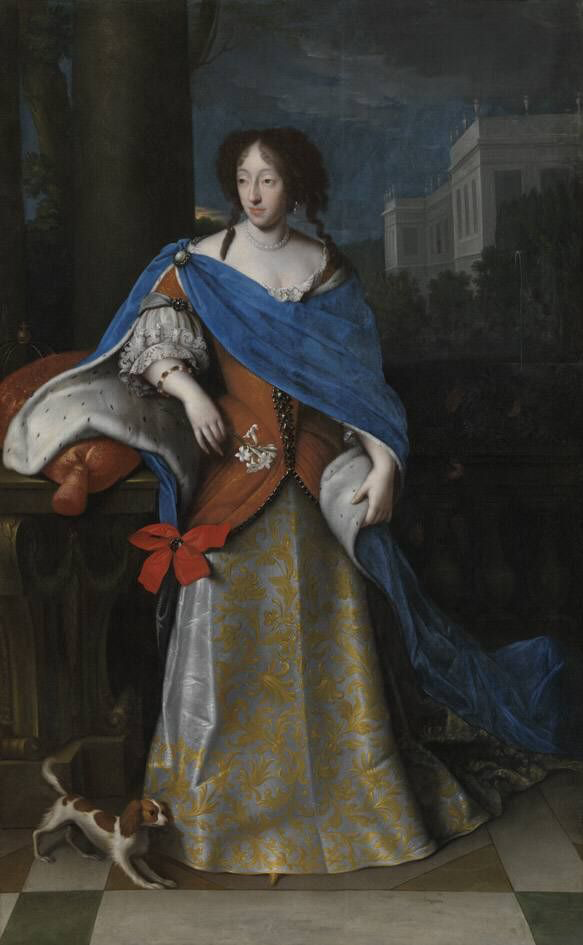
Henriette Adelheid von Savoyen

Adelheidstraße, Maxvorstadt – Schwabing-West
(1898) Henriette Adelheid von Savoyen (1636–1676), Gattin des Kurfürsten Ferdinand Maria
Adelholzener Straße, Ramersdorf
(1936) Bad Adelholzen, Ortsteil der oberbayerischen Gemeinde Siegsdorf, einem der ältesten Heilbäder in Bayern
Adelmannstraße, Waldtrudering
(1947) Martin Adelmann, Privatier, der 1864 eine Wohltätigkeitsstiftung errichtete
Adelsbergstraße, Obermenzing
(1947) der Adelsberg in der Nähe des Lußsees in Langwied, auf dem 1677–1823 eine Heilig-Kreuz-Kapelle stand
Adenauerring, Neuperlach
(1973) Konrad Adenauer (1876–1967), erster Bundeskanzler der Bundesrepublik Deutschland
Adi-Maislinger-Straße, Sendling-Westpark
(1993) Adolf Maislinger (1903–1985), genannt Adi, Antifaschist und Widerstandskämpfer, Häftling im KZ Dachau, 1945–1946 für die KPD im Münchner Stadtrat
Adilostraße, Ramersdorf
(1930) Adilo, der erste namentlich bekannte Priester in Perlach, der an der Freisinger Synode 1180 teilnahm
Adlerfarnstraße, Lerchenau
(1947) Adlerfarn, weltweit verbreitete Farnart
Adlerstraße, Waldtrudering
(1934) Adler aus der Gattung der Greifvögel
Adlschalkweg, Feldmoching
(1955) Adlschalk, ein in einer Urkunde von 1173/74 als Odalscalchus de Munichen genannter Münchner
Adlzreiterstraße, Ludwigsvorstadt-Isarvorstadt
(1886) Johann Adlzreiter von Tettenweis (1596–1662), ab 1650 kurfürstlich-bayerischer Oberstkanzler
Admiral-Hipper-Straße, Trudering
(1936–1947) Franz von Hipper (1863–1932), gebürtig in Weilheim, Marineoffizier
Admiral-Scheer-Platz, Neuhausen-Nymphenburg
(1936–1947?) Reinhard Scheer (1863–1928), Marineoffizier
Admiralbogen, Schwabing-Freimann
(2008) Admiral, Schmetterling aus der Familie der Edelfalter
Admonter Straße, Waldtrudering
(1962) Admont, Marktgemeinde in der Obersteiermark/Österreich
Adolf-Baeyer-Damm, Perlach
(1967) Adolf von Baeyer (1835–1917), Professor und Nobelpreisträger für Chemie, lehrte ab 1875 an der Universität München
Adolf-Hackenberg-Straße, Perlach
(2015) Adolf Hackenberg (1921–2009), Pädagogen und Heimatforscher, der sich vor allem mit der Geschichte Perlachs beschäftigte
Adolf-Hieber-Weg, Oberföhring
(1978) Adolf Hieber (1898–1977), Musikalienhändler und Musikverleger, 1956–1960 Zweiter Bürgermeister Münchens
Adolf-Hitler-Allee, Solln
1938 umbenannt nach Adolf Hitler; zuvor Lindenallee in der Gemeinde Solln; 1945 umbenannt in Diefenbachstraße
Adolf-Kolping-Straße, Ludwigsvorstadt
(1946) Adolph Kolping (1813–1865), Gründer der katholischen Gesellenvereine, einer der Begründer der katholischen Soziallehre
Adolf-Mathes-Weg, Untermenzing
(1984) Adolf Mathes (1908–1972), katholischer Priester und Gründer des Katholischen Männerfürsorgevereins München
Adolf-Oberländer-Weg, Englschalking
(1984) Adolf Oberländer (1845–1923), bayerischer Maler und Zeichner, Mitarbeiter der „Fliegenden Blätter“ und des „Münchner Bilderbogens“
Adolf-Pichler-Straße,
(1918–1936) Meindlstraße
Adolf-Sandberger-Straße, Pasing
(1953) Adolf Sandberger (1864–1943), Musikforscher, 1900–1930 Professor für Musikwissenschaft an der Universität München
Adornoweg, Moosach
(1995) Theodor W. Adorno (1903–1969), Philosoph, Soziologe und Komponist
Adunistraße, Sendling-Westpark
(1965) Aduni de Sentilinga, 779 bis 806 urkundlich erwähnter Grundherr in Sendling
Aengerstraße,
(1876)
Aengerweg,
(1835)
Afrastraße, Neutrudering
(1962) Afra von Augsburg, um 304 als Märtyrerin gestorben, als Heilige verehrt
Agatharieder Straße, Neuharlaching
(1925) Agatharied, ein Ortsteil der oberbayerischen Gemeinde Hausham im Landkreis Miesbach
Agathenstraße, Neutrudering
(1933) Agathe, weiblicher Vorname
Aggensteinstraße, Harlaching
(1931) Aggenstein, Berg in den Allgäuer Alpen
Agilolfingerplatz, Untergiesing
(1899) Agilolfinger, Geschlecht der der ersten bayerischen Herzogsdynastie
Agilolfingerstraße, Untergiesing
(1899) siehe vorstehend
Agnes-Bernauer-Platz, Laim
(1901) Agnes Bernauer, Geliebte Herzog Albrechts III., aus Gründen der Staatsräson von dessen Vater in der Donau ertränkt
Agnes-Bernauer-Straße, Laim
(1901) siehe vorstehend
Agnes-Fink-Weg, Waldperlach
(2000) Agnes Fink (1919–1994), deutsch-schweizerische Schauspielerin
Agnes-Kunze-Platz, Hasenbergl
(2012) Agnes Kunze (1923–1998) arbeitete während der Zeit des NS-Regimes in einer Anstalt für geistig Behinderte, war von 1953 bis 1961 Gemeindeschwester im Hasenbergl und baute in Indien eine Webereigenossenschaft auf, in der Leprakranke arbeiteten und medizinisch betreut wurden.
Agnes-Miegel-Straße, Denning
(1983) Agnes Miegel (1879–1964), deutsche Schriftstellerin und Balladendichterin, aufgrund ihrer Verstrickung mit den Nationalsozialisten nicht unumstritten
Agnes-Neuhaus-Straße, Schwabing-West
(2004) Agnes Neuhaus (1854–1944), 1920–1930 Abgeordnete im Reichstag für die Deutsche Zentrumspartei
Agnes-Pockels-Bogen, Moosach
(2007) Agnes Pockels (1862–1935), deutsche Physikochemikerin
Agnesstraße, Schwabing-West
(1898) benannt nach zwei Personen:
- Herzogin Agnes von Bayern (um 1201–1267), Gemahlin des Herzogs Otto II.
- Prinzessin Agnes von Bayern (1345–1352), Tochter Kaiser Ludwigs des Bayern

Agricolaplatz, Laim
(1901) Georg Agricola, Münchner Bürger und Chorherr des Klosters Indersdorf, einer der 42 Münchner Geiseln König Gustavs II. Adolf 1632
Agricolastraße, Laim
(1901) siehe vorstehend
Agrippastraße, Waldperlach
(1930)  Heinrich Cornelius Agrippa von Nettesheim (1486–1535), okkultistischer Gelehrter und Wanderarzt
Ahlbecker Straße,
(1936) Pognerstraße
Ahornstraße, Harlaching
(1929) Ahorn, heimische Laubbaumgattung
Aiblingerstraße, Neuhausen
(1891) Johann Kaspar Aiblinger (1779–1867), Kapellmeister und Kirchenmusikkomponist, seit 1819 in München
Aichacher Platz, Sendling-Westpark
(1922) Aichach, oberbayerische Kreisstadt
Aichacher Straße, Sendling-Westpark
(1922) siehe vorstehend
Aicherstraße, Pasing
(1948) Josef Aicher (1866–1940), städtischer Oberbaurat und Gründer des Gaswerks in Pasing
Aidenbachstraße, Obersendling – Solln
(1901) Markt Aidenbach im niederbayerischen Landkreis Passau, wo während der Bayerischen Volkserhebung die Schlacht von Aidenbach stattfand.
Aignerstraße, Obergiesing
(1897) Familienname Aigner: Josef Max Aigner (1791–1856) und Martin Aigner (1814–1890) waren Lehrer in Giesing
Aindorferstraße, Laim
(1901) Johann Aindorfer, ein Eisenhändler; er war einer der 42 Münchner Geiseln König Gustavs II. Adolf 1632
Ainmillerstraße, Schwabing, Schwabing-West
(1888) Max Ainmiller (1807–1870), deutscher Glasmaler aus München; die Fenster der Münchner Mariahilfkirche sind von ihm gefertigt
Aitelstraße, Straßtrudering
(1971) Aitel, auch Döbel genannt, aus der Familie der Karpfenfische
Akademiestraße, Maxvorstadt
(1876) Akademie der Bildenden Künste
Akazienallee, Feldmoching
(1918–1936)
Akazienstraße, Neuharlaching
(1929) Akazien, Laubholzgattung aus der Familie der Hülsenfrüchtler
Akeleistraße, Neuharlaching
(1930) Akeleien, einer Pflanzengattung in der Familie der Hahnenfußgewächse
Alarichstraße, Gern
(1925) Alarich I. (um 370–410), König der Westgoten
Alban-Berg-Weg, Freimanner Heide
(1985) Alban Berg (1885–1935), österreichischer Komponist
Albanistraße, Au
(1877) Francesco Albani (1578–1660), italienischer Maler
Alberichstraße, Neuhausen
(1936)
Albert-Bayerle-Platz, Obersendling
(1977)  Albert Bayerle (1906–1972), ab 1952 Stadtrat, 1960 bis 1972 dritter Bürgermeister Münchens
Albert-Camus-Straße, Freiham
(2017) Albert Camus (1913–1960), französischer Philosoph
Albert-Langen-Straße, Obermenzing
(1953) Albert Langen (1869–1909), Verleger, Gründer der satirischen Zeitschrift ‚Simplicissimus‘
Albert-Pfretzschner-Weg, Untermenzing
(1985) Albert Pfretzschner (1893–1967), Schriftsteller, Allacher Heimat- und Familienforscher
Albert-Roßhaupter-Straße, Sendling / Sendling-Westpark
(1962) Albert Roßhaupter (1878–1949), SPD-Sozialpolitiker von 1907 bis 1933, Mitglied des Bayerischen Landtages und von 1945 bis 1947 bayerischer Staatsminister für Arbeit und soziale Fürsorge
Albert-Schweitzer-Straße, Neuperlach
(1965) Albert Schweitzer (1875–1965), evangelischer Theologe und Arzt, Gründer eines Krankenhauses in Lambaréné im zentralafrikanischen Gabun, Friedensnobelpreisträger
Albertgasse, Altstadt
(vor 1803) Franz Albert, 1792–1817 Inhaber des Gasthofs »Zum Goldenen Hahn« in der Weinstraße 10
Albertstraße, Altstadt
(1898) umbenannt nach Franz Albert, Besitzer des 'Goldenen Hahn', jetzt Weinstraße 10. Zuvor hieß die Straße Thaler-, dann Hafnergäßchen.
Albertus-Magnus-Platz, Freimann
(1933) Albertus Magnus (um 1200–1280), Kirchenlehrer, Gelehrter und Bischof, wegbereitend für den christlichen Aristotelismus des hohen Mittelalters
Albertus-Magnus-Straße, Freimann
(1933) siehe vorstehend
Alblstraße, Laim
(1928)  Paul Albl, Franziskaner, einer der 42 Münchner Geiseln König Gustavs II. Adolf 1632
Albrecht-Dürer-Straße, Solln, Thalkirchen

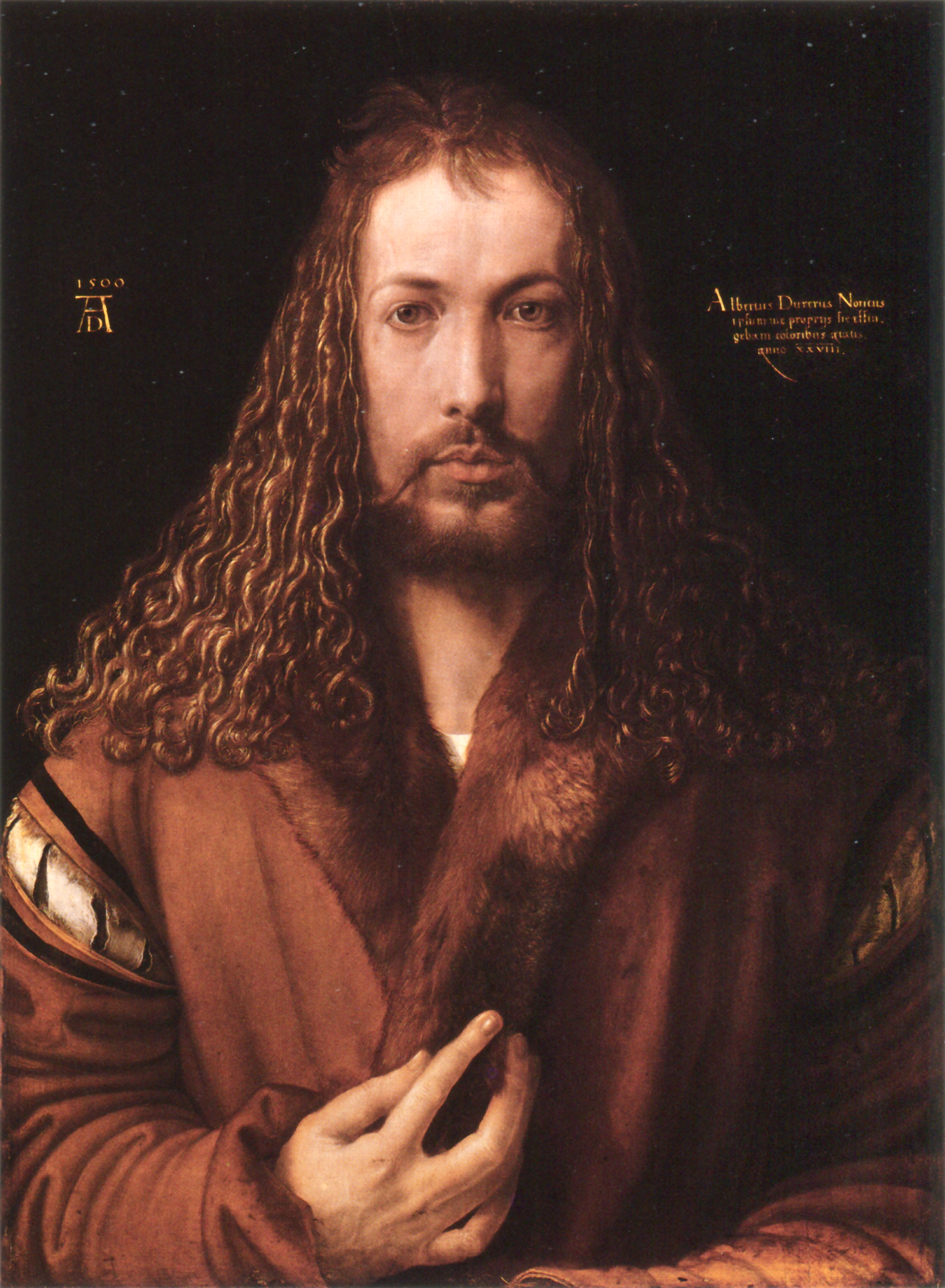
Albrecht Dürer (Selbstporträt)

1947 umbenannt in Irmgardstraße.
Albrecht-Dürer-Straße, Untergiesing
(1899) Albrecht Dürer (1471–1528), deutscher Maler und Grafiker
Albrechtstraße, Neuhausen
(1890) bayerische Herzöge namens Albrecht: Albrecht III. (der Fromme) (1401–1460), Albrecht IV. (der Weise) (1447–1508) und Albrecht V. (der Großmütige) (1528–1579)
Aldegreverstraße, Laim
(1904) Heinrich Aldegrever (1502–1555/1561), deutscher Maler und Kupferstecher
Aldrianstraße, Neuhausen
(1929) Aldrian, Vater des Hagen von Tronje, Sagenfigur im Nibelungenlied
Aldringenstraße, Neuhausen
(1906) Johann von Aldringen (1588–1634),  Reichsgraf, kaiserlicher Feldherr im Dreißigjährigen Krieg
Alemannenstraße, Untergiesing
(1925) Die Alemannen, westgermanischer Stamm, hauptsächlich sesshaft im Gebiet des heutigen Baden-Württemberg, Bayerisch Schwaben, der Schweiz, des Elsass und Vorarlberg
Alexander-Miklósy-Weg, Isarvorstadt
(2022) Alexander Miklósy (1949–2018), Diplom-Forstwirt, Politiker, seit 1996 Mitglied und ab 2002 Vorsitzender des Bezirksausschusses des 2. Stadtbezirks Ludwigsvorstadt-Isarvorstadt.
Alexandrastraße, Lehel
(1891) Prinzessin Alexandra Amalie von Bayern (1826–1875), Tochter König Ludwigs I.
Alexisstraße,
(1936) Meindlstraße
Alexisweg, Neuperlach
(1972) Willibald Alexis, eigentlich Georg Wilhelm Heinrich Häring (1798–1871), deutscher Schriftsteller,
Alfons-Goppel-Straße, Altstadt
(2005) Alfons Goppel (1905–1991), bayrischer Ministerpräsident von 1962 bis 1978
Alfonsstraße, Neuhausen
(1879) Prinz Alfons von Bayern (1862–1933), Sohn des Prinzen Adalbert von Bayern (1828–1875)
Alfred-Andersch-Weg, Moosach
(1990) Alfred Andersch (1914–1980), deutscher Schriftsteller
Alfred-Arndt-Straße, Parkstadt Schwabing
(2001) Alfred Arndt (1898–1976), Architekt am Bauhaus in Weimar und Dessau
Alfred-Döblin-Straße, Neuperlach
(1971) Alfred Döblin (1878–1957), Nervenarzt und Schriftsteller mit jüdischen Wurzeln, 1933 emigriert
Alfred-Drexel-Straße, Moosach
(1934) Alfred Drexel (1900–1934), Bergsteiger, Ingenieur und Reichsbahnrat, der auf der deutschen Himalaja-Expedition 1934 am Nanga Parbat starb
Alfred-Jentzsch-Weg, Englschalking
(1956) Alfred Jentzsch (1850–1925), deutscher Geologe
Alfred-Kubin-Weg, Parkstadt Solln
(1964) Alfred Kubin (1877–1959), österreichischer Grafiker und Schriftsteller und Gründungsmitglied des Blauen Reiters
Alfred-Ludwig-Weg, Untersendling
(1986) Alfred Ludwig (1892–1985), Förderer von Kindergärten, Grünanlagen und dem Tierpark in München
Alfred-Neumann-Anger, Neuperlach
(1971) Alfred Neumann (1895–1952), deutscher Schriftsteller
Alfred-Pongratz-Weg, Neuperlach
(1981) Alfred Pongratz (1900–1977), Münchner Volksschauspieler
Alfred-Schmidt-Straße, Thalkirchen
(1900) Alfred Schmidt, Bezirksamtassessor und Förderer der ehemaligen Gemeinde Thalkirchen
Allacher Forstweg, Allach
(1965) führt durch den Allacher Forst
Allacher Platz,
(1936)
Allacher Straße, Moosach
(1913) führt zu der bis 1938 selbstständigen Gemeinde, Allach
Allensteiner Straße, Denning
(1931) Stadt Allenstein, polnische Stadt im ehemaligen Ostpreußen
Allescherstraße, Alt-Solln
(1938) Andreas Allescher (1828–1903), Münchner Lehrer und Mykologe
Allfarthstraße,
(1936)
Allgäuer Straße, Neuforstenried
(1964) Allgäu, schwäbische Region, seit 1802 größtenteils zu Bayern gehörig
Allinger Straße, Aubing
(1947) Alling, Gemeinde im Landkreis Fürstenfeldbruck
Allingstraße, Haidhausen
(1879)
Allmannshausener Straße, Obersendling
(1921) Allmannshausen, Ortsteil der Gemeinde Berg am Starnberger See
Alma-Siedhoff-Buscher-Weg, Moosach
(2018) Alma Siedhoff-Buscher (1899–1944), Kunsthandwerkerin
Almbachstraße, Obersendling
(1925) Almbach, linker Zufluss zur Berchtesgadener Ache
Almrauschstraße, Solln
1947 umbenannt in Sintzenichstraße.
Alois-Gilg-Weg, Sendling
(1986) Alois Gilg (1857–1943), katholischer Priester, Gründer des Arbeitervereins München-West und Pfarrer von St. Margaret in Sendling
Alois-Hahn-Weg, Neuperlach
(1976) Alois Hahn (1900–1972), Journalist
Alois-Johannes-Lippl-Weg, Sendling
(1958) Alois Johannes Lippl (1903–1957), Theaterautor, Regisseur und Intendant des Bayerischen Staatsschauspiels
Alois-Wohlmuth-Straße, Harlaching
(1931) Alois Wohlmuth (1847–1930), Schauspieler am Bayerischen Staatstheater
Alois-Wolfmüller-Straße, Freimann
(1991) Alois Wolfmüller (1864–1948), deutscher Ingenieur, Erfinder und Luftfahrtpionier aus Landsberg/Lech; er konzipierte das erste seriengefertigte Motorrad der Welt
Alois-Wunder-Straße, Pasing
(1978) Alois Wunder (1878–1974), ab 1914 Bürgermeister und von 1928 bis zur Eingemeindung 1938 Oberbürgermeister von Pasing
Alpenplatz, Obergiesing
(1898) die Alpen, das höchste Gebirge im Innern Europas
Alpenrosenstraße, Obergiesing
(1900) Alpenrose, eine Gebirgspflanze aus der Gattung der Rhododendren
Alpenstraße, Obergiesing
(1898) siehe Alpenplatz
Alpenstraße, Solln
1938 mit Solln eingemeindet; 1947 umbenannt in Breitschwertstraße
Alpenveilchenplatz, Kleinhadern
→ Alpenveilchenstraße
Alpenveilchenstraße, Kleinhadern
(1947) Alpenveilchen, eine Pflanzengattung aus der Familie der Primelgewächse
Alprichstraße, Lochhausen
(1953) Alprich, ein Bewohner, der um 950 im Gebiet des heutigen Lochhausen siedelte
Alpseestraße, Sendling-Westpark
(1929) Alpsee, ein 1,9 km langer See bei Schwangau im Landkreis Ostallgäu
Alpspitzstraße, Untersendling
(1926) Alpspitze, 2628 hoher Berg im Wettersteingebirge bei Garmisch-Partenkirchen
Alpspitzstraße, Solln
1947 umbenannt in Halbreiterstraße.
Alramstraße, Untersendling
(1887) Maximilian Alram (um 1674–ca. 1730), Pfleger der Grafschaft Valley bei Holzkirchen, Teilnehmer an der Bayerischen Volkserhebung gegen die österreichische Besatzung
Alsenweg, Johanneskirchen
(1935) Alsen, dänische Ostseeinsel, von 1864 bis 1920 zu Preußen gehörig
Altdorferstraße, Untersendling
(1927) Albrecht Altdorfer (1480–1538), deutscher Maler, Kupferstecher und Baumeister
Alte Allee, Pasing
(1945) von alten Lindenbäumen gesäumte Allee
Alte Heide, Schwabing
(1920) alte Flurbezeichnung zwischen Freimann und Schwabing
Altenastraße, Großhadern
(1938) Schloss Altena im Lennetal in Westfalen, erste ständige Jugendherberge der Welt
Altenburgstraße, Neuaubing
(1947) Altenburg, eine mittelalterliche Burg bei Bamberg
Altenhoffstraße,
(1936) jetzt Altenhofstraße
Altenhofgasse,
(1835)
Altenhofstraße, Altstadt
(vor 1781) Lage am Alten Hof; frühere Bezeichnungen: Deininger Gassl (1479), Maleficantengassl (Ende 18. Jahrhundert)
Alter Hof, Altstadt
(1861)  Alter Hof, durch den die Straße führt
Alter Messeplatz, Schwanthalerhöhe
(1998) nach dem früher südlich des Platzes gelegenen alten Messegelände
Alter St.-Georgs-Platz, Milbertshofen
(1913) Alte Pfarrkirche St. Georg, 1510 an diesem Platz erbaut
Altersheimerstraße, Harlaching
(1900) Wilhelm Altersheimer (um 1570–1643), Münchner Bürgermeister
Althammereck,
(1835) früher Stiftsstraße; jetzt Altheimer Eck
Altheimer Eck, Altstadt
(1861) Altheim war vermutlich schon vor dem Bau der zweiten Stadtmauer an dieser Stelle entstandene Siedlung; frühere Bezeichnungen: Elend (1369), Saumarkt (ab 1573), Hirschbräugassl (Ende des 18. Jh.)
Altmannstraße, Laim
(1922) Altmann, ein Münchner Patriziergeschlecht
Altmühlstraße, Neuhausen
(1921) Altmühl, ein linker Nebenfluss der Donau, entspringt nordöstlich von Rothenburg ob der Tauber und mündet bei Kelheim in die Donau
Altomünsterstraße, Moosach
(1984) Markt Altomünster, Gemeinde im Landkreis Dachau
Altonaer Straße,
(1936) Leopoldstraße
Altostraße, Aubing
(1947) Alto († um 760), heiliggesprochener Einsiedler, der das Kloster Altomünster gegründet haben soll
Altöttinger Straße, Berg am Laim
(1960) Altötting, ein Marienwallfahrtsort in Oberbayern
Alzenauer Straße, Aubing
(1957) Alzenau und Burg Alzenau im gleichnamigen unterfränkischen Landkreis
Alzeyer Straße, Moosach
(1968) Alzey Kreisstadt in Rheinland-Pfalz
Alzstraße, Obergiesing
(1906) Alz, Abfluss aus dem Chiemsee, Nebenfluss des Inns, in den sie bei Marktl mündet
Am Abrecher, Lehel (auch Abrecher)
(1876) jetzt Praterinsel
Am Ährenfeld, Großhadern
(1947) angrenzende Getreidefelder
Am Allacher Bahndamm, Allach-Untermenzing
(2020) Nähe zum nördlich gelegenen Bahndamm
Am Aubinger Feld, Lochhausen
(2014) Flurnamen der dortigen Gegend.
Am Aubinger Wasserturm, Neuaubing
(1999) der Aubinger Wasserturm, ein Industriedenkmal
Am Ausbesserungswerk, Schwabing-Freimann
(2018) erinnert an die Lage des ehemaligen Ausbesserungswerkes München-Freimann der Deutschen Reichs- und Bundesbahn sowie der Deutschen Bahn AG (1925–1995)
Am Bach, Ramersdorf
(1930) Hachinger Bach, der entlang der Straße fließt
Am Bachrain, Feldmoching
(1956) neben der Straße fließt der Kalterbach
Am Bahnsportplatz, Neuaubing
(1947) Sportplatz des  ehemaligen Ausbesserungswerks Neuaubing der Bundesbahn
Am Bauernwald, Waldperlach
(1964) Wald neben der Straße im Besitz der Perlacher Bauern
Am Bavariapark, Schwanthalerhöhe
(2002) Bavariapark

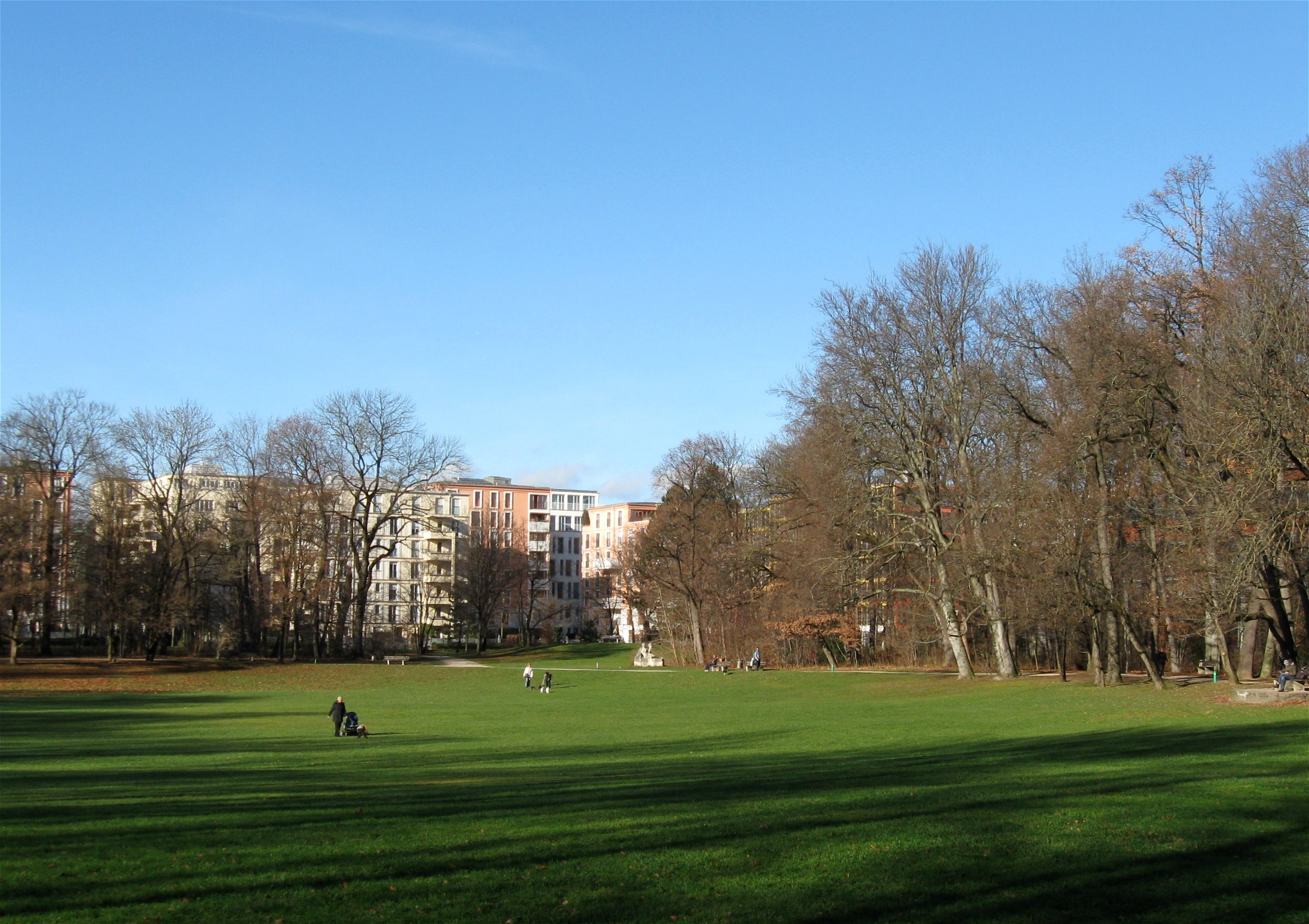
Bavariapark

Am Bergson-Kunstkraftwerk, Altaubing
(2022) Bergson-Kunstkraftwerk (Eigenschreibweise Bergson Kunstkraftwerk), derzeit im Um- und Ausbau befindliches ehemaliges Heizwerk
Am Bergsteig, Obergiesing
(1856) Lage am Isarhang
Am Bienenkorb, Neuharlaching
(1929) früher standen hier Bienenkörbe
Am Birkicht, Waldtrudering
(1933) benachbartes Waldstück mit Birken
Am Blankstadl, Ramersdorf
(1962) Name eines Bauernhofes
Am Blumengarten, Neuharlaching
(1929) aufgrund der Anlage Neuharlachings als Gartenstadt
Am Blütenanger, Fasanerie-Nord
(1947) früher hier gelegene Blumenwiese
Am Blütenring, Freimann
(1932) zahlreiche Blumen im benachbarten Park
Am Brombeerschlag, Großhadern
(1947) in einer Waldlichtung wuchsen zahlreiche Brombeeren
Am Burgfrieden, Feldmoching
(1955) Lage am Burgfrieden von München
Am Dratfeld, Feldmoching
(1952) landwirtschaftlicher Begriff für ein Brachfeld oder eine Viehweide
Am Durchblick, Obermenzing
(1938) liegt an der Sichtachse zwischen dem Schloss Nymphenburg und der Blutenburg
Am Eicherhof, Zamdorf
(1962) alter Zamdorfer Bauernhof
Am Einlaß, Altstadt
(1829) Einlasstor in der Münchner Stadtbefestigung
Am Eisbach, Schwabing
(1969) entlang der Straße fließt der Eisbach
Am Eisfeld, Ludwigsfeld
(2019) nach den früher hier im Winter zur Eisgewinnung genutzten Tümpeln
Am Erdbeerschlag, Lerchenau
(1958) wilden Erdbeeren, die im benachbarten Wald wuchsen
Am Eschbichl, Johanneskirchen
(1984) alter Flurname
Am Eulenhorst, Waldtrudering
(1933) Eulen, die früher im benachbarten Waldgebiet nisteten
Am Fesenacker, Untermenzing
(1959) alter Flurname (Fesen sind Fruchtarten des Dinkels oder auch Spelts)
Am Feuerbächl, Au
(1857) Feuerbächl, ein Seitenkanal des Auer Mühlbach
Am Frauenholz, Hasenbergl
(2014) „Frauenholz“, ein nördlich gelegener Wald, abgeleitet von der dort im Jahr 1600 auf Veranlassung Herzog Wilhelm V. errichteten Einsiedelei „Zu unserer lieben Frau“
Am Gänsebühel, Obermenzing
(1947) früher hier gelegene Weide für Gänse
Am Gasteig, Haidhausen
(13. Jahrhundert) alte Bezeichnung für einen steilen („gachen“) Weg
Am Gemeindewald ([ web]), Allach
(2003) angrenzendes Waldstück im Besitz der bis 1938 selbstständigen Gemeinde Allach
Am Giesinger Feld, Obergiesing
(1952) so genannte Fluren eines früheren Großbauern am heutigen Ostfriedhof
Am Gleisdreieck, Pasing
(2009) benachbartes Gleisdreieck zwischen den Bahnlinien der S 5 München-Herrsching und München-Mittenwald
Am Glockenbach, Isarvorstadt
(1912) Lage am Glockenbach; der Name kommt von einem Glockengußhaus, das bereits seit 1454 bezeugt ist.
Am Gottesackerweg, Feldmoching
(1947) Gottesacker, alte Bezeichnung für einen Friedhof
Am Graben, Perlach
(1931) grabenartige Senke, in der hier der Hachinger Bach versickert
Am Gries, Lehel
(14.–16. Jahrhundert) Gries ist althochdeutsch für Sand oder Kies
Am Haag, Am Hart
(1936) Flurbezeichnung; Hag oder Haag = Hecke, Zaun, alte Befestigung
Am Hackelanger, Pasing
(1963) alter Flurname
Am Hain, Waldperlach
(1954) heiliger Hain im Wald diente als Gerichts- und Versammlungsstätte
Am Harras, Sendling
(1930) früher dort befindliches Café
Am Hartmannshofer Bächl, Moosach
(2010) in der Nähe fließt der Hartmannshofer Bach
Am Haselnußstrauch, Lerchenau
(1958) Flurname
Am Heckenweg, Harlaching
(1930) Flurname
Am Hedernfeld, Kleinhadern
(1958) Haderun oder Hedern, einer der ersten dortigen Ansiedler
Am Heidebruch, Großhadern
(1947) Flurname
Am Herrgottseck, Au
(1984) Flurname
Am Hierlbach, Johanneskirchen
(1954) Flurname
Am Himbeerschlag, Lerchenau
(1958) Himbeersträucher im früher dort angrenzenden Waldgebiet
Am Hirschanger, Lehel
(1897) vor Anlage des Englischen Gartens hieß das kurfürstliche Jagdgebiet Hirschanger
Am Hochacker, Waldtrudering
(1933) Hochäcker waren eine frühe Form des Ackerbaus
Am Hochstand, Waldtrudering
(1933) Hochstand für die Jagd
Am Hohen Weg, Untergiesing
(1921) Verlauf an einem kleinen Abhang
Am Hollerbusch, Neuharlaching
(1929) Holler, mundartlich für Holunder
Am Hüllgraben, Riem
(1998) Lage am vermutlich zur Entwässerung des Erdinger Mooses um 1850 angelegter Graben, der aus den bebauten Bereichen mit hohem Grundwasserstand steigendes Hochwasser abzieht (Truderinger Hüllgraben)
Am Isarkanal, Sendling, Thalkirchen
(1989) Verläuft entlang des Isarkanals
Am Jagdweg, Ramersdorf
(1952) Teil des früheren Fürstenweges ins Jagdrevier
Am Kapuzinerhölzl, Moosach
(1947) Kapuzinerhölzl war ein zum vormaligen Kapuzinerkloster München gehöriger Wald
Am Kartoffelgarten, Berg am Laim
(2019) ehemaliger Versuchsgarten der bis 1996 hier ansässigen Pfanni-Werke
Am Kesselhaus, Allach-Untermenzing
(2018) ehemaliges Kesselhaus der Firma Diamalt
Am Kiefernwald, Freimann
(1958) Flurname
Am Klostergarten, Pasing
(1948) danebenliegender Garten des Instituts der Englischen Fräulein
Am Knie, Pasing
(1938) Form des Straßenverlaufs
Am Kornacker, Großhadern
(1947) Flurname
Am Kosttor, Altstadt
(vor 1624) Standort des Kosttores, Stadttor des zweiten Münchner Stadtmauerringes
Am Krautgarten, Pasing
(1947) naheliegende Felder, auf denen viel Kraut angebaut wurde
Am Laimer Anger, Laim
(2010) Verlauf entlang der Grünfläche gleichen Namens, vorher Laimer Kirchweg
Am Langwieder Bach, Aubing
(1947) Verlauf entlang des Langwieder Baches
Am Lehwinkel, Forstenried
(1927) Flurname
Am Lilienberg, Au
(um 1700) nach einem dort gelegenen Kloster (bestand bis 1802)
Am Lochfeld, Lochhausen
(1947) Flurname
Am Lochhauser Hügel, Lochhausen
(1956) Flurname
Am Lochholz, Allach
(1947) Flurname
Am Loferfeld, Lochhausen
(1947) Flurname
Am Lüßl, Waldtrudering
(1958) Flurname
Am Messefreigelände, Messestadt Riem
(2004) anliegende Ausstellungsfreiflächen der Neuen Messe München. Früherer Name: Alfons-Goppel-Straße; dieser Name wurde 2005 der an der Rückseite der Münchner Residenz verlaufenden Straße verliehen.
Am Messesee, Riem
(1997) künstlich angelegter See am Eingang zur Messe
Am Messeturm, Riem
(1997) Turm im Eingangsbereich zur Messe
Am Mitterfeld, Kirchtrudering
(1933) Flurname
Am Moosfeld, Trudering
(1933) Flurname
Am Mühlbach, Untergiesing
(1856) Auer Mühlbach, der unter Herzog Wilhelm V. Ende des 16. Jahrhunderts bei Harlaching von der Isar abgeleitet wurde
Am Münchfeld, Allach
(2011) Flurname
Am Münchner Tor, Schwabing
(2005) nördlich der Schenkendorfstraße errichtetes Paar von Hochhäusern, die von weitem wie ein Tor in die Stadt wirken
Am Neubruch, Moosach
(1992) Neuland, das vom Herzog gegen Abgaben den Bauern zur Bewirtschaftung überlassen wurde
Am Neudeck, Au
(1857) Jagdschlösschen Neudeck des Herzogs Wilhelm IV., das 1660 zum Paulanerkloster kam (heute nicht mehr vorhanden)
Am Neufeld,  Riem
(1937) Flurname
Am Nockherberg, Au
(1910) Bankiersfamilie Nockher besaß seit 1789 dort ein Sommerhaus, das sogenannte Nockherschlößchen (siehe auch Nockherberg)
Am Nordring, Freimann
(2005) Münchner Nordring, einer zwischen 1901 und 1939 erbauten Eisenbahnstrecke im Norden Münchens
Am Nymphenbad, Nymphenburg
(1947) ehemals dort bestehenden Badeanstalt am Nymphenburger Kanal
Am Oberfeld, Alt-Riem
(1937) Flurname
Am Oberwiesenfeld, Oberwiesenfeld
(2006) historische Flurbezeichnung
Am Olympiapark, Oberwiesenfeld
(2007) angrenzend an den Olympiapark
Am Perlacher Forst, Harlaching
(1906) verläuft am Perlacher Forst entlang
Am Pfaffensteig, Feldmoching
(1993) Pfaffe war früher nicht ehrenrührige Bezeichnung für Pfarrer
Am Radenhölzl, Sendling
(1937) Flurname
Am Rosengarten, Harlaching
(1929) nach dem Gartencharakter der Gartenstadt Harlaching
Am Schloßacker, Waldtrudering
(1936) Flurname
Am Schnepfenweg, Feldmoching
(1947) Schnepfenvögel, Gattung aus der Ordnung der Regenpfeiferartigen
Am Schützeneck, Pasing
(1947) dort gelegene Gaststätte Schützengarten
Am Schwarzfeld, Johanneskirchen
(1965) Flurname
Am Sommerfeld, Neuhadern
(1947) Flurname
Am Stadtpark, Pasing
(1947) Lage am Pasinger Stadtpark
Am Staudengarten, Neuharlaching
(1947) nach dem Gartencharakter der Gartenstadt Harlaching
Am Stoppelfeld, Neuhadern
(1947) Flurname
Am Torfstich, Feldmoching-Hasenbergl
(2018) Erinnerung an den früher dort gelegenen Torfabbau
Am Tucherpark, Schwabing
(1969) Hans Christoph Freiherr von Tucher, von 1959 bis 1968 Vorstandssprecher der Bayerischen Vereinsbank
Am Vogelanger, Solln
(1958) Flurname
Am Vogelherd, Forstenried
(1945) Flurname
Am Vogelsang, Waldtrudering
(1957) Flurname
Am Wageck, Au
(1958) Flurname
Am Waldrand, Großhadern
(1947) Flurname
Am Waldspitz, Neuhadern
(1947) Flurname
Am Wasserschloß, Pasing
(1967) um 1500 wurde hier ein Weiherschloss durch die Pütrichs erbaut, 1815 Abbruch
Am Westpark, Sendling-Westpark
(1982) der Westpark entstand 1983 zur IGA
Am Wiesenbach, Neuhadern
(1947) Flurname
Am Wiesenhang, Großhadern
(1947) Flurname
Am Wiesrain, Freimann
(1950) Flurname
Am Zillerhof, Lochhausen
(1947) früher hier gelegener Bauernhof
Amalienburgstraße, Obermenzing
(1947) Amalienburg, eines der drei Lustschlösschen im Schlosspark Nymphenburg
Amalienstraße, Maxvorstadt
(1812) Amalie Auguste von Bayern (1801–1877), Tochter von König Maximilian I. Joseph von Bayern
Amalie-Nacken-Straße, Freiham
(2017) Amalie Nacken (1855–1940), Philanthropin, Wohltäterin
Amarellenweg, Neuhadern
(1947) Amarelle, eine Sorte der Sauerkirschen
Ambacher Straße, Forstenried
(1919) Ambach, Ortsteil der oberbayerischen Gemeinde Münsing im Landkreis Bad Tölz-Wolfratshausen
Amberger Platz,
(1936) Ismaningerstraße
Amberger Straße, Bogenhausen
(1910) Amberg, kreisfreie Stadt in der Oberpfalz
Ambossstraße, Moosach
(2009) Amboss, Werkzeug zum Bearbeiten von Metallen
Amelbrechtweg, Lochhausen
(1965) Amelbrecht von Lochhausen, zwischen 1130 und 1180 urkundlich erwähnter Bewohner
Amelungenstraße, Neuhausen
(1929) Amelungen, in der Sage die Familie Dietrichs von Bern
Amerstorfferstraße, Obergiesing
(1906) Siegmund Amerstorffer, Stadtoberrichter Münchens im 16. Jahrhundert
Amfortasplatz,
(1936) Ismaningerstraße
Amfortasstraße,
(1918)
Amigonistraße, Nymphenburg
(1921) Jacopo Amigoni (1682–1752), italienischer Maler des Rokoko, beispielsweise eines Deckengemäldes im Großen Saal des Schlosses von Schleißheim
Amiraplatz, Altstadt
(1931) Karl von Amira (1848–1930), Rechtshistoriker, Professor für Kirchenrecht und Staatsrecht, Begründer der Rechtsarchäologie
Amlingstraße,
(1918–1936) Kleiststraße
Ammergaustraße, Sendling
(1904) Ammergau, Gebiet an der Ammer mit dem Hauptort Oberammergau im Landkreis Garmisch-Partenkirchen
Ammerlandstraße, Forstenried
(1919) Ammerland, Ortsteil der oberbayerischen Gemeinde Münsing im Landkreis Bad Tölz-Wolfratshausen
Ammerseestraße, Laim
(1972) Ammersee, drittgrößter See Bayerns zwischen den Landkreisen Starnberg, Landsberg und Weilheim-Schongau
Ammerstraße,  Thalkirchen
(1935) Ammer, Fluss, (Oberlauf der Amper).
Ammerwaldstraße,
(1936)
Amorsbacher Straße,
(1936)
Amortstraße, Neuhausen
(1898) Eusebius Amort (1692–1775), Probst des Klosters Polling und Mitglied der Kurbayrischen Akademie der Wissenschaften
Amperstraße, Gern
(1931) Amper, Abfluss aus dem Ammersee, mündet bei Moosburg in die Isar
Ampfingplatz,
(1936)
Ampfingstraße, Berg am Laim
(1876) Ampfing, Gemeinde bei Mühldorf am Inn
Amselweg, Ramersdorf
(1930) Amsel, Vogelart aus der Familie der Drosseln
Amsi-Kern-Weg, Feldmoching-Hasenbergl
(2021) Amsi Kern (1922–2002), Schauspielerin
Amslerstraße, Moosach
(1947) Samuel Amsler (1791–1849), Schweizer Kupferstecher, Professor an der Kunstakademie München
Amsterdamer Straße, Schwabing
(1962) Amsterdam, Hauptstadt der Niederlande
An der Griesbreite, Johanneskirchen
(1984) Flurname; Gries bedeutet hier Sand oder Kiesel
An der Hauptfeuerwache, Altstadt
(1995) 1902 wurde die Hauptfeuerwache Münchens dorthin verlegt
An der Kreppe, Haidhausen
(1856) Greppe bezeichnet ein vom Wasser ausgespülten Graben, einen Hohlweg
An der Kreuzbreite, Johanneskirchen
(1984) Flurname
An der Langwieder Haide, Langwied
(2006) Langwieder Haide ist ein großflächiges Kalkmagerrasengebiet
An der Point, Riem
(1970) Point, entstanden aus dem althochdeutschen biunta, was zu Beunde wurde und umzäunte Flur bedeutete
An der Rehwiese, Neuhadern
(1954) Flurname
An der Salzbrücke, Oberföhring
(1989) Heinrich der Löwe, damals Herzog in Bayern, zerstörte 1158 die dortige Brücke über die Isar und entwand damit dem Bischof von Freising die Einnahmen aus dem Brückenzoll für Salztransporte von Salzburg nach Augsburg. Die neue Brücke über die Isar entstand weiter südlich, dadurch die erste geschichtliche Erwähnung von München und somit dessen Geburtsstunde.
An der Schäferwiese, Obermenzing
(1998) Flurname
An der Schanze, Oberföhring
(1959) Erinnerung an eine frühere Wehranlage
An der Schloßmauer, Nymphenburg
(1968) entlang der westlichen Begrenzung des Schlossparkes Nymphenburg
An der Schwaige,
(1936)
An der Seidlbreite, Riem
(1970) Flur- und Familienname
An der Stemmerwiese, Sendling
(1985) die Familie Stemmer bewirtschaftete über Jahrhunderte den östlich der Wiese gelegenen Stemmerhof und erwarb sich große Verdienste bei der Finanzierung der Neuen Pfarrkirche St. Margaret
An der Streicherbreiten, Johanneskirchen
(1984) Flur- und Familienname
An der Tuchbleiche, Oberföhring
(1988) Wiese, auf der Tuche zum Ausbleichen durch die Sonne ausgelegt werden durften
An der Würm, Obermenzing
(2002) die Würm, der einzige Abfluss aus dem Starnberger See, mündet bei Dachau in die Amper
Andechser Straße, Mittersendling
(1906) Andechs, Gemeinde, Wallfahrtsort, Benediktinerkloster und Braustätte im Landkreis Starnberg
Andernacher Straße, Moosach
(1929) Andernach, Stadt im nördlichen Rheinland-Pfalz im Landkreis Mayen-Koblenz
Andersenstraße,
(1936) Liebigstraße
Andersenweg, Bogenhausen
(1978) Hans Christian Andersen (1805–1875), dänischer Dichter und Märchenschriftsteller
Andraestraße, Neuhausen
(1904) verlief von der Wendlstraße zur Schluderstraße
Andreas-Hofer-Straße, Giesing
(1925) Andreas Hofer (1767–1810), Tiroler Freiheitsheld gegen die Besetzung Tirols durch Bayern, in Mantua hingerichtet
Andreas-Sengl-Weg, Pasing
(1965) Andreas Sengl (1866–1940), Pasinger Einzelhändler und Original
Andreas-Vöst-Straße, Sendling-Westpark
(1938) Andreas Vöst, Romanfigur des Schriftstellers Ludwig Thoma
Andréestraße,  Neuhausen
(1900) Andreas Andrée (1736–1807), Kammerrat zur Zeit von Kurfürst Karl Theodor
Anechostraße, Trudering
(1939) Aného, Stadt in der ehemaligen deutschen Kolonie Togo
Anemonenstraße, Harlaching
(1929) Anemonen, Pflanzengattung aus der Familie der Hahnenfußgewächse
Anemonenstraße, Solln
1947 umbenannt in Papperitzstraße.
Angela-Molitoris-Platz, Pasing-Obermenzing
(2018) Angela Molitoris (1912–2002), Wirtschaftswissenschaftlerin, Kanzlerin der TUM, Wegbereiterin des Campus in Garching
Angela-von-den-Driesch-Weg, Pasing-Obermenzing
(2018) Angela von den Driesch (1934–2012), Archäozoologin
Angelika-Lex-Weg, Schwanthalerhöhe
(2018) Angelika Lex (1958–2015), Richterin am Bayerischen Verfassungsgerichtshof und Münchner Stadträtin
Angelus-Silesius-Straße,
(1936) Liebigstraße
Angererstraße, Schwabing-West
(1925) Ottmar von Angerer (1850–1918), Chirurg, Leibarzt des bayerischen Königs Ludwig III.
Angerlohstraße, Allach
(1947) Flurname
Angermayrstraße, Schwabing
1898 benannt nach dem Hofbildhauer Christoph Angermayer († 1633); verlief von der Karl-Theodor-Straße parallel mit der (unteren) Belgradstraße nach Riesenfeld
Angerstrasse obere,
(1835)
Angerstrasse untere,
(1835)
Angerthorstraße,
(1876) jetzt Angertorstraße
Angertorstraße, Altstadt
(1874) Angertor, Teil der alten Stadtmauer; Reste dessen wurden 1869–1871 niedergerissen
Angerweg, Ramersdorf
(1930) Flurname
Anglerstraße, Schwanthalerhöhe
(1902) Gabriel Angler (1404–1483), Tafel- und Freskomaler, der zwischen 1434 und 1437 in der alten Frauenkirche den prachtvollen Fron- oder Hochaltar im Chor samt einem Tabernakel fertigte
Anhalter Platz, Milbertshofen
(1932) Provinz Anhalt, jetzt Teil des Bundeslandes Sachsen-Anhalt
Anhalter Straße, Milbertshofen
(1925) siehe vorstehend
Anita-Augspurg-Allee, Neuhausen
(1989) Anita Augspurg (1857–1943), Juristin, Pazifistin und Aktivistin der bürgerlich-radikalen Frauenbewegung
Ankoglstraße, Trudering
(1933) Ankogel 3252 m hoher Berg bei Bad Gastein im österreichischen Bundesland Salzburg
Anna-Dandler-Straße, Obermenzing
(1952) Anna Dandler (1862–1930), Hof- und Kammerschauspielerin am Münchner Hoftheater
Anna-Strohmaier-Weg, Berg am Laim
(1988) Anna Strohmaier (1902–1985), Mitbegründerin der Buhl-Strohmaier-Stiftung für spastisch-gelähmte und blinde Kinder
Annabrunner Straße, Berg am Laim
(1960) Annabrunn, Ortsteil der Gemeinde Polling im Landkreis Mühldorf am Inn
Annaplatz St.,
(1907)
Annastraße Sct.,
(1835) jetzt St.-Anna-Straße
Anne-Frank-Anger, Berg am Laim
(1990) Anne Frank (1929–1945), jüdisches Mädchen und NS-Opfer, bekannt durch ihr Tagebuch
Anneliese-Fleyenschmidt-Straße, Altperlach
(2015) Anneliese Fleyenschmidt, eigentlich Anneliese Arneth, (geborene Schmidt), (1919–2007), eine der ersten Programmsprecherinnen und später Fernsehmoderatorin des Bayerischen Rundfunks
Annelies-Kupper-Allee, Obermenzing
(1994) Annelies Kupper (1906–1987), deutsche Opernsängerin, Professorin an der Hochschule für Musik in München, Psychotherapeutin und Friedensaktivistin
Annemarie-Renger-Straße, Aubing-Lochhausen-Langwied
(2018) Annemarie Renger (1919–2008), deutsche Politikerin (SPD), Vizepräsidentin und Präsidentin des Deutschen Bundestages
Annette-von-Aretin-Straße, Ramersdorf-Perlach
(2015) Annette von Aretin, eigentlich Marie Adelhaid Elisabeth Kunigunde Felicitas Klein, geb. Freiin von Aretin, (1920–2006), 1954 die erste Programmsprecherin des Bayerischen Rundfunks; von 1959 bis 1980 leitete sie dessen Besetzungsbüro.
Annette-Kolb-Anger, Neuperlach
(1971) Annette Kolb (1870–1967), Münchner Schriftstellerin
Anni-Albers-Straße, Schwabing
(2001) Anni Albers (1899–1994), Textilkünstlerin, Grafikerin, Weberin am Bauhaus
Ansbacher Straße, Schwabing-West
(1910) Ansbach, kreisfreie Stadt, Sitz der Bezirksverwaltung von Mittelfranken
Anschütz-Kaempfe-Straße, Zamdorf
(1957) Hermann Anschütz-Kaempfe (1872–1931), Wissenschaftler und Erfinder des Kreiselkompasses
Ansprengerstraße, Schwabing-West
(1918) Alois Ansprenger (1853–1913), letzter Bürgermeister von Schwabing von 1883 bis 1890
Anton-Barth-Weg, Obermenzing
(2000) Anton Barth (1871–1951), der letzte Schäfer auf der Schäferwiese, deren Pächter er ab 1929 war
Anton-Böck-Straße, Freiham
(2006) Anton Böck (1915–1994), ein führendes Mitglied der katholischen Laienbewegung und von 1949 bis 1984 Stadtrat
Anton-Braith-Straße, Altperlach
(1985) Anton Braith (1836–1905), Landschaftsmaler und Professor an der Akademie der Bildenden Künste München
Anton-Ditt-Bogen, Milbertshofen
(1997) Anton Ditt (1912–1983) Gründer des Euro-Industrieparks in München
Anton-Fehr-Straße, Untermenzing
(1956) Anton Fehr (1881–1954), Agrarwirtschaftler, Reichsminister für Ernährung und Landwirtschaft, Politiker
Anton-Geisenhofer-Straße, Trudering
(2006) Anton Geisenhofer (1907–1993), Münchner Pfarrer
Anton-Hammel-Straße, Laim
(2011) Anton Hammel (1857–1925), Konstrukteur von Dampflokomotiven in der Lokomotivfabrik von Joseph Anton von Maffei
Anton-Hüblerstraße,
(1904) Verbindet die Waisenhaus- mit der Nymphenburgerstraße und durchzieht den Grünwaldpark
Anton-Meindl-Straße, Pasing
(1948) Anton Meindl († 1925), Stadtrat in Pasing, Kommerzienrat, Inhaber der 1901 gegründeten Druckerei Meindl
Anton-Pichler-Straße, Pasing
(1947) Anton Pichler (1853–1908), Pfarrer in Pasing
Anton-Webern-Weg, Freimann
(1985) Anton Webern (1883–1945), österreichischer Komponist und Dirigent
Anton-Weiß-Weg, Neuperlach
(1985) Anton Weiß (1900–1981), Münchner Stadtrat (1945–1967)
Anton-Will-Straße, Am Hart
(1927) Anton Will (1752–1821), Tierarzt, Professor, Leiter der Tierarzneischule zu München
Antonienstraße, Schwabing
(1897) Maria Antonia von Österreich (1669–1692), Tochter des Kaisers Leopold I., 1685 erste Gemahlin von Kurfürst Max Emanuel
Antwerpener Straße, Schwabing
(1912) Antwerpen, Stadt im belgischen Flandern, benannt "zur Erinnerung an die von Kaiser Ludwig dem Bayer seinerzeit der Wittelsbacherischen Hausmacht einverleibten Niederlande"
Anzengruberstraße, Obersendling
(1970) Ludwig Anzengruber (1839–1889), österreichischer Schriftsteller
Anzerstraße,
(1936) Homerstraße
Anzinger Straße, Ramersdorf/Berg am Laim
(1924) Anzing, Gemeinde im Landkreis Ebersberg
Anzlgutstraße, Ramersdorf
(1930) Gutshof Anzlgut
Apenrader Straße, Johanneskirchen
(1936) Aabenraa, dänische Stadt, während ihrer Zugehörigkeit zu Preußen 1867–1920 Apenrade genannt
Apfelallee, Obermenzing
(1938) Straße gesäumt von Obstbäumen
Apfelkammerstraße, Pasing
(1938) Pasinger Bauerngeschlecht; 1848 findet sich ein Apfelkammer als Gerichtsdiener im Pasinger Hofmarksgericht.
Apianstraße, Schwabing-West
(1900)  Philipp Apian (1531–1589), Verfasser einer neuen Beschreibung von Ober- und Niederbayern, der XXIV bayrischen Landtafeln und einer Topographie Bayerns
Apolloweg, Obermenzing
(1962) Apollotempel im Schlosspark Nymphenburg
Appenzeller Straße, Fürstenried
(1960) Appenzell, Hauptort des schweizerischen Kantons Appenzell Innerrhoden
Arabellastraße, Bogenhausen
(1964) Oper Arabella von Richard Strauss
Arader Straße, Forstenried
(1935) Arad, Stadt im rumänischen Banat
Arbeiterhäuser, Neuhausen
1898; verlief zwischen Donnersberger-, Renata-, Schluder- und Hirschbergstraße
Arberstraße, Bogenhausen
(1906) Großer Arber, mit 1455 m der höchste Berg im Bayerischen Wald und Kleiner Arber mit 1384 m
Arcisstraße, Maxvorstadt, Schwabing-West
1826 (Arcis-sur-Aube), wo 1814 eine wechselvolle Schlacht gegen Napoleon stattfand, an der auch bayerische Truppen beteiligt waren
Arcostraße, Maxvorstadt
(1862) Ludwig Graf von Arco (1773–1854), dessen Palais hier bis 1860 stand
Ardennenstraße,
(1936) Homerstraße
Ardinggaustraße, Waldperlach
(1958) Ardinggau, eine frühere Bezeichnung für die Gegend um Erding
Aretinstraße, Harlaching
(1912) Karl Maria von Aretin (1796–1868), bayerischer Historiker, Diplomat und Politiker
Argelsrieder Straße, Fürstenried
(1921) Argelsried, Ortsteil der Gemeinde Gilching im Landkreis Starnberg
Argonnenstraße,
(1936) Homerstraße
Ariadneweg, Bogenhausen
(1964) Titelfigur der Oper Ariadne auf Naxos von Richard Strauss
Aribonenstraße, Ramersdorf
(1960) Aribonen, Name einer edelfreien Sippe, die zwischen 850 und 1100 in Bayern und Österreich wichtige Ämter innehatte
Ariboweg, Berg am Laim
(1956) Arbeo von Freising, (*ca. 723, † 784), Bischof von Freising
Arlbergstraße,
(1936) Meindlstraße
Armanspergstraße, Harlaching
(1910) Joseph Ludwig Graf von Armansperg (1787–1853), bayerischer Staatsminister, 1835–1837 Regierungschef im Königreich Griechenland
Arminiusstraße, Untergiesing
(1899) Arminius (17 v. Chr.– 21), Cheruskerfürst, vernichtete im Teutoburger Wald drei römische Legionen in der Varusschlacht im Jahr 9 nach Christus
Arnauer Straße, Am Hart
(1934) Hostinné, Stadt in Tschechien, ehemals Arnau
Arndtstraße, Isarvorstadt
(1888) Ernst Moritz Arndt (1769–1860), Schriftsteller, Historiker, Freiheitskämpfer gegen die napoleonische Besetzung Deutschlands
Arnikaweg, Großhadern
(1947) Arnika, Pflanzengattung in der Familie der Korbblütler
Arnimstraße, Sendling-Westpark
(1927) Achim von Arnim (1781–1831), Schriftsteller, wichtiger Vertreter der Heidelberger Romantik
Arno-Assmann-Straße, Neuperlach
(1981) Arno Assmann (1908–1979), Schauspieler, Regisseur, Theaterintendant am Staatstheater am Gärtnerplatz
Arno-Holz-Straße,
(1936) 29. Stadtbezirk
Arno-Holz-Weg, Denning
. (1974) Arno Holz (1863–1929) Dichter und Dramatiker des Naturalismus und Impressionismus
Arnold-Schönberg-Weg, Freimann
(1985) Arnold Schönberg (1874–1951), österreichisch-amerikanischer Komponist und Kompositionslehrer, entwickelte die Zwölftontechnik

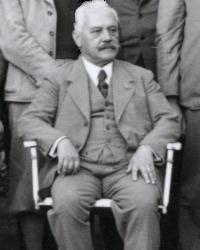
Arnold Sommerfeld, 1935

Arnold-Sommerfeld-Straße, Neuperlach
(1986) Arnold Sommerfeld (1868–1951), Mathematiker und theoretischer Physiker
Arnoldstraße, Allach
(1947) Ferdinand Arnold (1828–1901), Jurist und Botaniker. Mitbegründer der Bayerischen Botanischen Gesellschaft
Arnpeckstraße, Harlaching
(1910) Veit Arnpeck (* um 1440 † 1496), bayerischer Geschichtsschreiber
Arnrieder Straße, Obersendling
(1929) Arnried, seit 1938 Ortsteil der Gemeinde Eberfing im Landkreis Weilheim-Schongau
Arnulfstraße, Ludwigsvorstadt, Maxvorstadt, Neuhausen
(1890) Arnulf von Bayern (1852–1907), dritter Sohn des bayerischen Prinzregenten Luitpold, Regimentskommandeur des Infanterie-Leibregiments in der sogenannten Türkenkaserne zu München
Arnweg, Berg am Laim
(1956) Arn von Salzburg (* um 740 † 821) Abt, später Erzbischof von Salzburg
Aronstabstraße, Lerchenau
(1959) Aronstab, eine Pflanzengattung
Arrasstraße,
(1936) 28. Stadtbezirk
Artenaystraße, Haidhausen
1898
Arthur-Honegger-Weg, Freimann
(1985) Arthur Honegger (1892–1955), Schweizer Komponist
Artilleriestraße, Neuhausen
1893 in der Nähe (in der Max-II-Kaserne) stationiertes Artillerieregiment
Artur-Kutscher-Platz, Schwabing
(1961) Artur Kutscher (1878–1960), deutscher Literatur- und Theaterwissenschaftler, Professor in München
Artusstraße,
(1918)
(1936) 17. Stadtbezirk
Arvenweg, Freimann
(1950) Arven, die in der Schweiz übliche Bezeichnung für die Zirbelkiefern
Arzbacher Straße, Sendling
(1930) Arzbach, Ortsteil der Gemeinde Wackersberg im Landkreis Bad Tölz-Wolfratshausen
(1936)
Arzberger Straße, Fasangarten
(1935) Arzberg, Stadt im oberfränkischen Landkreis Wunsiedel, bekannt durch seine Porzellanindustrie
Asamstraße, Au
(1877) Die Brüder Asam waren Bildhauer, Stuckateure, Maler und Architekten und gehören zu den wichtigsten Vertretern des Spätbarocks, hauptsächlich in Süddeutschland tätig
Aschaffenburger Straße, Aubing
(1966) Aschaffenburg, Stadt in Unterfranken
Aschauer Straße, Ramersdorf
(1921) Aschau im Chiemgau, Gemeinde im Landkreis Rosenheim
Aschenbrennerstraße, Hasenbergl
(1960) Ludwig Aschenbrenner (1902–1958), 2. Vorsitzender des Deutschen Alpenvereins, Sektion München bei dessen Gründung 1947
Aschenbrödelstraße, Waldperlach
(1930) Aschenbrödel oder Aschenputtel, Figur aus den Märchen der Brüder Grimm bzw. von Ludwig Bechstein
Aschheimer Straße, Ramersdorf
(1937) Aschheim, Gemeinde im Landkreis München
Ascholdinger Straße, Solln
(1935) Ascholding, Ortsteil der Gemeinde Dietramszell im Landkreis Bad Tölz-Wolfratshausen
Asenprunerstraße, Feldmoching
(1950) Caspar Asenpruner, Feldmochinger Pfarrer in unbekannter Zeit
Asenweg, Perlach
(1955) Asen, nach der nordischen Mythologie ein Geschlecht germanischer Götter
Asgardstraße, Herzogpark
(1925) Asgard, nach der Mythologie Wohnort des Göttergeschlechts der Asen
Askaripfad, Waldtrudering
(1933) Askari, Eingeborenensoldaten der ehemaligen Deutsch-Ostafrikanischen Schutztruppe
Asmarstraße, Lochhausen
(1947) Asmar, Unfreier, tauscht um 976 Grundstücke in lohhusa vom Bischof von Freising, somit erste urkundliche Erwähnung von Lochhausen.
Asperstraße, Sendling-Westpark
(1955) benannt nach Hans Konrad Asper (* um 1588; † 1666), Bildhauer, Baumeister und Münchner Hofbaumeister

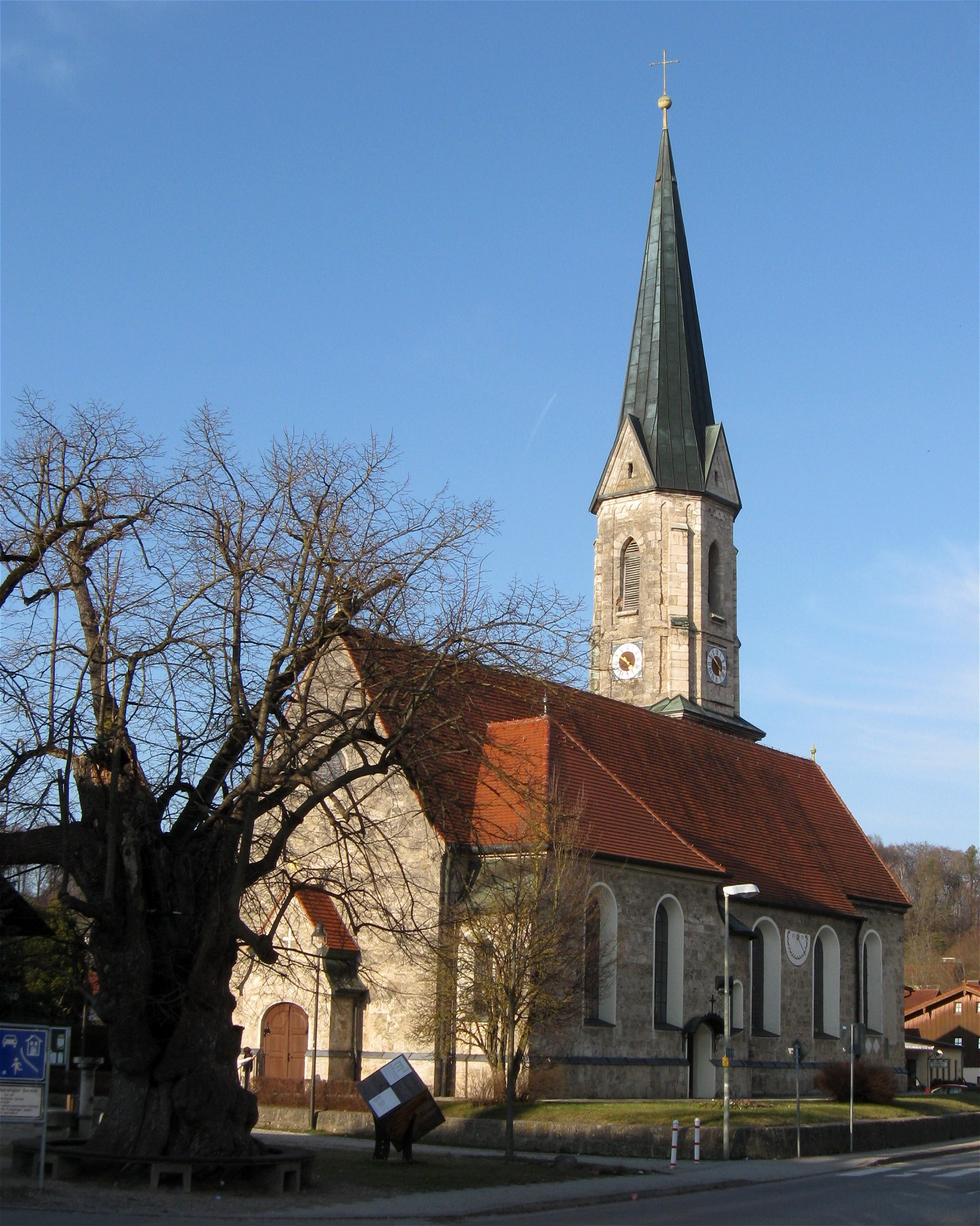
St. Georg, Aßling

Aßlinger Straße, Berg am Laim
(1929) Aßling, Gemeinde im Landkreis Ebersberg
Aßmannshauser Straße,
(1936) 24. Stadtbezirk
Astallerstraße, Schwanthalerhöhe
(1892) Münchner Patriziergeschlecht der Astaller, die im 14. und 15. Jahrhundert Ratsmitglieder stellten
Asternstraße, Kleinhadern
(1947) Astern, Pflanzengattung aus der Familie der Korbblütler
Astrid-Lindgren-Straße, Messestadt Riem
2005 Astrid Lindgren (1907–2002), schwedische Schriftstellerin und Kinderbuchautorin
Atelierstraße, Berg am Laim
(2015) Atelier = (Künstlerwerkstatt)
Athener Platz, Harlaching
(1910) Athen, Hauptstadt von Griechenland
Athener Straße, Harlaching
(1910) siehe vorstehend
Athosstraße, Harlaching
(1920) Athos, griechische Mönchsrepublik auf der Halbinsel Chalkidiki
Attenkoferstraße, Sendling-Westpark
(1951) Josef Anton Attenkofer, Archivar des Wittelsbacher Archivs und Verfasser einer Wittelsbacher Familiengeschichte, um 1760
Atterseestraße, Pasing
(1954) Attersee, Gemeinde und See in Oberösterreich
Aubinger Allee, Freiham
(2017) Aubing, ehemaliges Dorf und heutiger Stadtteil
Aubing-Ost-Straße, Aubing
(1942) führt zur Siedlung Aubing-Ost
Aubinger-Loh-Weg, Aubing
(1966) Loh oder Loch u. a. sind Toponyme für Wald oder Feuchtgebiete
Aubinger Straße, Aubing
(1947) siehe Aubing-Ost-Straße
Auenbruggerstraße, Untermenzing
(1945) Leopold Auenbrugger (1722–1809), österreichischer Mediziner und Librettist. Erfinder der medizinischen Untersuchung mittels Perkussion
Auenstraße, Isarvorstadt
(1874) Auen am Isarufer
Auerbergstraße, Neuharlaching
(1932) Auerberg, 1055 m hoher Berg im Ostallgäuer Voralpenland
Auerfeldstraße, Au
(1856) führte in die südöstlich der Au liegenden Felder
Auerhahnweg, Allach
(2007) Auerhuhn, Vogelart aus der Familie der Fasanenartigen
Auerkirchhofstraße, Au
(1876)
heute Regerstraße
Auerlüften,
(1876)
Auerspitzstraße, Fasangarten
(1930) Auerspitz, 1810 m hoher Berg im Mangfallgebirge bei Bayrischzell
Auf dem Hüllgraben,
(1936)
Auf dem Wasen, Berg am Laim
(1983) Wasen = Toponym für Feuchtwiese, Grünland
Auf den Schrederwiesen, Feldmoching
(1992) Flurname
Auf der Allmende, Lochhausen
(1959) Allmende = gemeinschaftliches Eigentum einer Gemeinde
Auf der Falkenbeiz, Forstenried
(1959) Futterplatz der Gemeinde zur Abrichtung von Beizvögeln
Auf der Insel, Lehel
(vor 1879) Teil der Museumsinsel
Auf der Lehmzunge, Oberföhring
(1988) Flurname
Auf der Vogelwiese, Neuhadern
(1947) Flurname
Aufhüttenstraße,
(1936) 28. Stadtbezirk
Aufkirchener Straße, Obersendling
(1921) Aufkirchen, Ortsteil der Gemeinde Berg im Landkreis Starnberg
Auflegerstraße, Ramersdorf
(1931) Otto Aufleger (1849–1920), Architekt, Architektur-Fotograf und Schriftsteller
Aufseßer Platz, Neuaubing
(1947) Aufseß, Gemeinde im Landkreis Bayreuth
Aufseßer Straße, Neuaubing
(1947) siehe vorstehend
Augsburgerstraße, Isarvorstadt
(vor 1823) wahrscheinlich nach dem um 1800 in dieser Straße ansässigen Boten Josef Palmberger, der aus Augsburg stammte und daher Augsburger genannt wurde (daher auch die Zusammenschreibung, weil der Name sich nicht direkt auf die Stadt Augsburg bezieht)
August-Bebel-Straße, Harlaching
(1955) August Bebel (1840–1913), sozialistischer Politiker, Reichstagsabgeordneter, Mitbegründer der Sozialdemokratischen Arbeiterpartei
August-Everding-Straße, Berg am Laim
(2016) August Everding (1928–1999), Regisseur, 1953–1973 an den Münchner Kammerspielen, 1973–1977 Intendant der Staatsoper Hamburg, 1977–1982 Intendant der Bayerischen Staatsoper, 1982–1993 Generalintendant der Bayerischen Staatstheater
August-Exter-Straße, Pasing
(1947) August Exter (1858–1933), Architekt u. a. der Villenkolonie Neu-Pasing I
August-Föppl-Straße, Allach
(1956) August Föppl (1854–1924). Ingenieurwissenschaftler, Professor an der Technischen Hochschule München
August-Horch-Straße, Untermenzing
(1960) August Horch (1868–1951), Maschinenbau-Ingenieur und Begründer der Automobilunternehmen Horch und Audi
August-Kühn-Straße, Schwanthalerhöhe
(2002) August Kühn (1936–1996), Münchner Schriftsteller
August-Macke-Weg, Parkstadt Solln
(1979) August Macke (1887–1914), Maler, Mitglied der Künstlergruppe Blauer Reiter.
August-Zeune-Weg, Obersendling
(1956) Johann August Zeune (1778–1853), Pädagoge, Geograph, Germanist, Begründer der Berliner Blindenanstalt
Auguste-Halbmeier-Straße, Freiham
(2017) Auguste Halbmeier (1867–1955), Münchner Stadträtin
Auguste-Kent-Platz, Fasangarten
(2017) Auguste Kent (1929–1992), Dolmetscherin und Schuldirektorin
Augustenfelder Straße, Allach
(1956) Augustenfeld, Stadtteil von Dachau
Augustenstraße, Maxvorstadt
(1812) Auguste von Bayern (1788–1851), Tochter des späteren Königs Maximilian I., durch Heirat Vizekönigin von Italien, ab 1817 Herzogin von Leuchtenberg und Fürstin zu Eichstätt
Augustin-Rösch-Straße, Hasenbergl
(1987) Augustin Rösch (1893–1961), Jesuitenpater. Er war in der Widerstandsgruppe Kreisauer Kreis und wurde nach dem Attentat am 20. Juli 1944 verhaftet.
Augustinergasse,
(1835)
Augustinerstrasse,
(1876)
Augustinerstraße, Altstadt
(vor 1523) Augustiner-Kloster, 1803 säkularisiert, Kirche danach als Mauthalle verwendet
Augustinus-Straße,St.,
(1936) 32. Stadtbezirk
Aumeisterstraße,
(1936) 22. Stadtbezirk
Aumeisterweg, Freimann
(1931) Aumeister, Gaststätte mit Biergarten am Nordende des Englischen Gartens
Aurbacherstraße, Au
(1898) Ludwig Aurbacher (1784–1847), Schriftsteller
Aurel-Voß-Straße, Untermenzing
(1947) Aurel Voss (1845–1931), Mathematiker, ab 1891 Professor an der Technischen Hochschule München
Aurikelstraße, Großhadern
(1938) Aurikel, aus der Gattung der Primeln
Aussiger Platz, Milbertshofen
(1953) Aussig, deutscher Name der tschechischen Stadt Ústí nad Labem
Authariplatz, Harlaching
(1900) Authari, (* um 540 – 590), König der Langobarden
Autharistraße, Harlaching
(1900) siehe vorstehend
Auwaldgasse, Freimann
(1950) früherer Auwald an der Isar
Auwasserweg, Feldmoching
(1993) Flurname
Auwiesenweg, Freimann
(1950) Flurname
Avenariusplatz, Pasing
(1945), Ferdinand Avenarius (1856–1923), Dichter und Begründer der Zeitschrift „Der Kunstwart“ (bis 1945 Adolf-Hitler-Platz)
Avenariusstraße, Pasing
(1945) siehe vorstehend
Aventinstraße, Isarvorstadt
(1887) Johannes Aventinus (1477–1534), bayerischer Geschichtsschreiber
Axel-von-Ambesser-Straße, Sendling
(1990) Axel von Ambesser (1910–1988, eigentlich: Axel Eugen Alexander von Oesterreich), Schauspieler, Filmregisseur und Autor
Ayinger Straße, Ramersdorf
(1925) Aying, Gemeinde im Landkreis München
Azaleenstraße, Hasenbergl
(1945) Azalee, Pflanzen aus der Gattung der Rhododendren (bis 1945 Hermann-Göring-Straße)